# Szu–27
A Szu–27 két hajtóműves, negyedik generációs, nehéz elfogó vadászrepülőgép, melyet az 1980-as évek közepére fejlesztettek ki a Szovjetunióban, Mihail Petrovics Szimonov vezetésével, az amerikai F–14, F–15, F–16 és F/A–18 repülőgépek ellen, a korábbi elfogóvadászok, elsősorban a MiG–25, a Jak–28 és a Szu–15 leváltására. A repülőgép kiemelkedő manőverező képessége, nagy hatótávolsága és erős fegyverzete miatt rendkívül sikeres, viszonylag magas ára ellenére a Szovjetunió összeomlása után is gyártásban maradt, nagy számban exportálják, Kína licencben gyártja.
A jól sikerült repülőgépet folyamatosan továbbfejlesztik, és számos típusváltozatát fejlesztették ki. A repülőgép kétüléses gyakorlóváltozatából fejlesztették ki a Szu–30 vadászbombázót, ezt Kína és India licencben gyártja. A Szu–33 Oroszország egyetlen repülőgép-hordozóján, az Admiral Kuznyecovon szolgálatban álló tengerészeti vadászrepülőgép, a Szu–34 kétüléses vadászbombázó, a Szu–35 pedig a továbbfejlesztett együléses vadászbombázó elnevezése.

## Történet

### A PFI program
Az Amerikai Légierő 1966-ban írta ki az FX (Fighter Experimental, Kísérleti Vadász) programot, az elöregedőfélben lévő F–4 Phantom II vadászbombázóinak leváltására. A vietnámi háború légi harcainak tapasztalataiból okulva, a leendő repülőgép egyik fontos tulajdonságául a jó manőverező képességet szánták. A programot megismerve a Szovjet Légierő 1971-ben kiírta az ellene szánt vadászrepülőgép, a PFI (ПФИ, Перспективный Фронтовой Истребитель, Perspektivikus Frontvadász) fejlesztési programját, amelyre a Szuhoj, a Mikojan–Gurjevics- és a Jakovlev-tervezőirodákat hívták meg. A szovjet kiírás az amerikai megfelelője volt, de mivel szovjet gépnek jobbnak kellett lennie, az előírt paramétereket megnövelték mintegy 10%-kal. A repülőgép koncepcionális tervezése 1970–71-ben zajlott (részben a PFI pályázat kiírása előtt), ekkor, részben angol előképeket követve, a Concorde-éhoz hasonló, szinuszos szárnyat választottak, a bekötésnél előrenyúló belépőéllel (LERX, Leading Edge Root Extension). A teljes repülőgép sárkányát integrált formában képzelték el, azaz a törzs és a szárny átmenet nélkül csatlakozott egymáshoz (a két hajtómű miatt kialakított széles törzs is jelentős felhajtóerőt termelt). A hajtóműveket a törzs alatt helyezték el, az eredeti koncepció szerint tandemfutóműveket kapott volna a gép, de ezt hamar elvetették. Az aerodinamikai kialakítást, az ekkortájt fejlesztett T–4 szuperszonikus nehézbombázó tapasztalatai alapján a szubszonikus sebességtartományban instabilra tervezték, így szükség volt a számítógépes irányítórendszerre. A tervek alapján gyártott makettekkel kísérleteket végeztek a CAGI szélcsatornájában, valamint összehasonlították az F–15-ről készült makett aerodinamikai tulajdonságaival.
A tervezőirodák elképzeléseit 1972-ben értékelték ki, ekkor esett ki a programból a Jakovlev Jak–45 könnyű- és a Jak–47 nehézvadász koncepciója. Az eredeti elképzeléseket ekkor már teljesíthetetlennek tartották, a nagy hatótávolságot nem lehetett a kis felszálló tömeggel és a jó manőverező képességgel összeházasítani, így, elsősorban a Mikojan–Gurjevics iroda javaslatára, a programot szétválasztották egy könnyű- (ЛПФИ, Легкый Перспективный Фронтовой Истребитель, Könnyű Perspektívikus Frontvadász, ez lett a későbbi MiG–29) és egy nehézvadász (ТПФИ, Тяжелый Перспективный Фронтовой Истребитель, Nehéz Perspektívikus Frontvadász, Szu–27) programra. Az Egyesült Államokban hasonlóképpen döntöttek, az F–16 és az F–15 rendszeresítésével. A MiG–29 feladatává a harcoló csapatok közvetlen légvédelmét tették, míg a Szu–27-nek kellett felvennie a harcot az ellenség hátországa felett repülő gépekkel, vagy a saját támadó repülőgépeket kísérnie és védenie.

### A T–10

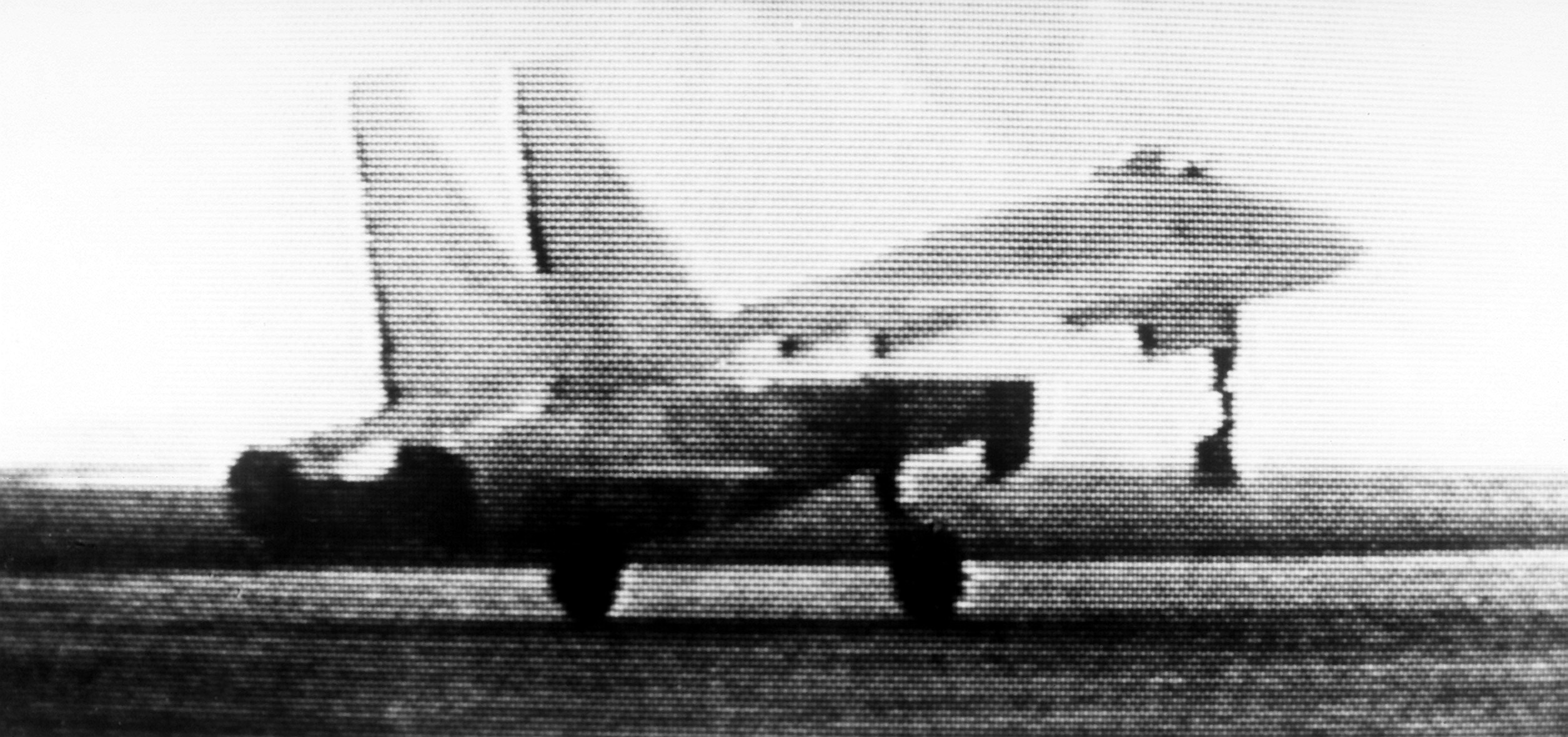
A T–10 felszállás közben, egy korabeli TV-felvételen. A Nyugat ekkor láthatta először a Szu–27-est, nem csak műholdfelvételről. Jól látszik az orrfutó eltérő elhelyezése, az egymáshoz közelebb lévő, a véglegestől eltérő kialakítású függőleges vezérsíkok és a szárnyak tetején lévő, a szárny feletti levegőáramlást módosító terelőlapok („kések”).

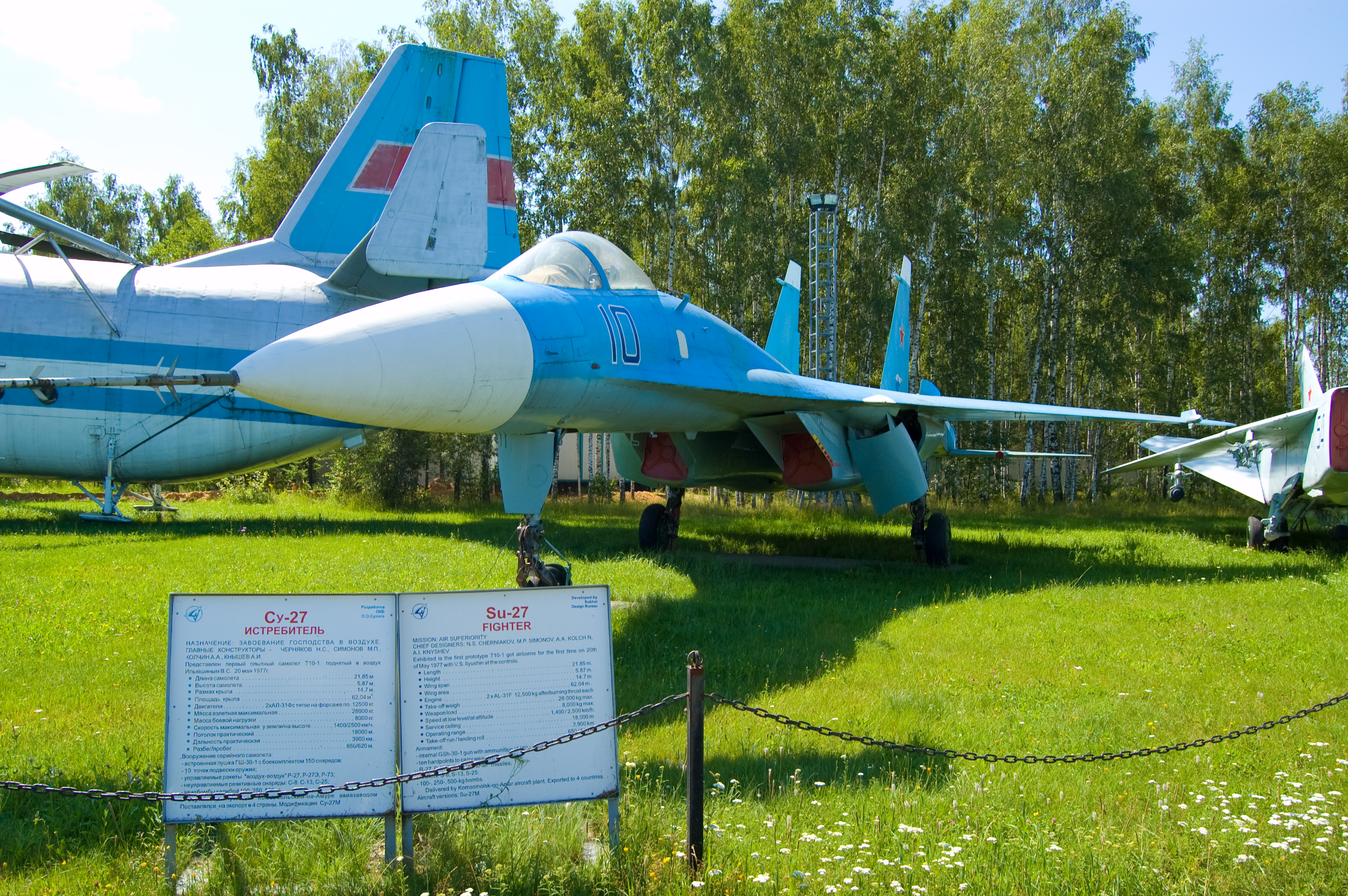
A T–10 immár múzeumban kiállítva

A repülőgép részletes tervezésével 1975–1976-ra végeztek, és ekkor kezdték meg a két prototípus építését, melyek közül az első, T–10–1 jelű gép 1977-re  készült el, és ez év május 20-án repült először, Vlagyimir Iljusinnal, a Szuhoj vezető berepülőpilótájával (aki Szergej Iljusin repülőgép-tervezőnek a fia) a fedélzetén. A repülést Pavel Szuhoj már nem érte meg, ő 1975. szeptember 15-én meghalt. Ezt követte 1978-ban a rövid életű T–10–2, amely 1978. július 7-én, Jevgenyij Szolovjovval a fedélzetén, 1000 méter magasságon, szuperszonikus repülés közben megállíthatatlan rezonanciába kezdett, majd darabokra tört, a pilóta halálát okozva. A repülőgépről a KH–11 fotófelderítő műhold készített felvételt Ramenszkoje repülőterén, így az Amerikai Védelmi Minisztérium, a repülőtérre utalva, a Ram–K ideiglenes nevet osztotta ki. (A MiG–29 a Ram–L nevet kapta.)
Miközben megépült két újabb prototípus, a T–103 és a T–104, már a sorozatgyártású gépekbe szánt AL–31 hajtóművekkel, megkezdődött a felkészülés a sorozatgyártásra az Amur menti Komszomolszkban lévő Gagarin Gépgyárban (a későbbi KNAAPO-ban). A repülőgép felett közben viharfelhők kezdtek gyülekezni. A hajtóműről kiderült, hogy fajlagos fogyasztása nagyobb, tolóereje kisebb lett az eredetileg tervezettnél, emiatt a repülőgép hatótávolsága mintegy 20%-kal csökkent. A szárnnyal kapcsolatban szilárdsági problémák merültek fel, fedélzeti elektronika pedig több száz kilogrammal lett nehezebb (ez utóbbi önmagában is több tonnával növelte volna meg a gép felszálló tömegét). A repülőgép aerodinamikai analízisét végző SzibNIA (СибНИА – Сибирский научно-исследовательский институт авиации имени С. А. Чаплыгина, SZ. A. Csapligin Szibériai Repülési Tudományos Kutatóintézet) szerint a függőleges vezérsíkok sem működtek kielégítően, a szárnyakon pedig már 8–10°-os állásszögnél is drasztikusan csökkent a felhajtóerő a levegő kedvezőtlen áramlása miatt. A repülőgép alapos áttervezése vált szükségessé, annak ellenére, hogy már megkezdték az elősorozat gyártását. Az öt elősorozat-gépet (T–10–5, T–10–6, T–10–9, –10,–11 végül az avionika teszteléséhez használták fel.).

### A T–10Sz
Az áttervezett repülőgépen, mely a T–10Sz (Т-10С, Серийный, azaz Sorozat) típusjelet kapta, a függőleges vezérsíkot megnövelték, és a hajtóművek tengelyétől elmozdították kifelé, egészen a törzs széléig, az alsó oldalon pedig két pótvezérsíkot szereltek fel. A hajtóművek fogyasztását mérsékelni nem tudták, ezért a törzs aerodinamikai keresztmetszetét csökkentették, a hajtóművek segédberendezés-házait az alsó oldalukról a felsőre helyezték át, a szárny íveltségét csökkentették, az emiatt lecsökkent felhajtóerőt a T–10-esen eredetileg nem alkalmazott orrsegédszárnyak alkalmazásával ellensúlyozták, ami miatt viszont a szárny jellegzetes, íves formája megszűnt. A szárny szilárdságának növelésére a törővégen lévő rakétaindító sín ballasztsúlyként működik. A T–10-en alkalmazott hagyományos csűrők és fékszárnyak helyett az új gép szárnyaira flaperonokat helyeztek el. A féklapokat a szárnyakról áthelyezték a törzs felső oldalára. A fedélzeti elektronikát egyszerűsítették, a fixen beépített, elektronikus sugáreltérítésű antenna helyett a hagyományos antennával rendelkező N001 Mecs (Меч, azaz Kard) rádiólokátort építettek be, úgy tervezték, hogy a később kifejlesztendő Szu–27M-be építik a késéssel kifejlesztett elektronikai berendezéseket.
Az új repülőgép prototípusa (T–10–7, más néven T–10Sz–1) 1981. április 20-án repült először, Vlagyimir Iljusin irányításával, és hamarosan felszállt a második gép is (T–10–12), bár mindkettő még ez évben lezuhant, az első szeptember 3-án, a tüzelőanyag-rendszer meghibásodása miatt, az ekkorra mintegy 140 típust repülő Iljusint élete első katapultálására kényszerítve, majd december 23-án, a második gép orr-része tört össze nagy sebességű repülés közben, Alekszandr Komarov pilóta halálát okozva. Ez azonban már nem késleltette tovább a sorozatgyártás beindítását (bár a második baleset okát nem sikerült pontosan megállapítani), 1982-ben három, 1983-ban további kilenc gép hagyta el a gyárat, a következő évre pedig a legyártott gépek száma megközelítette a százat.

### A Szu–27UB

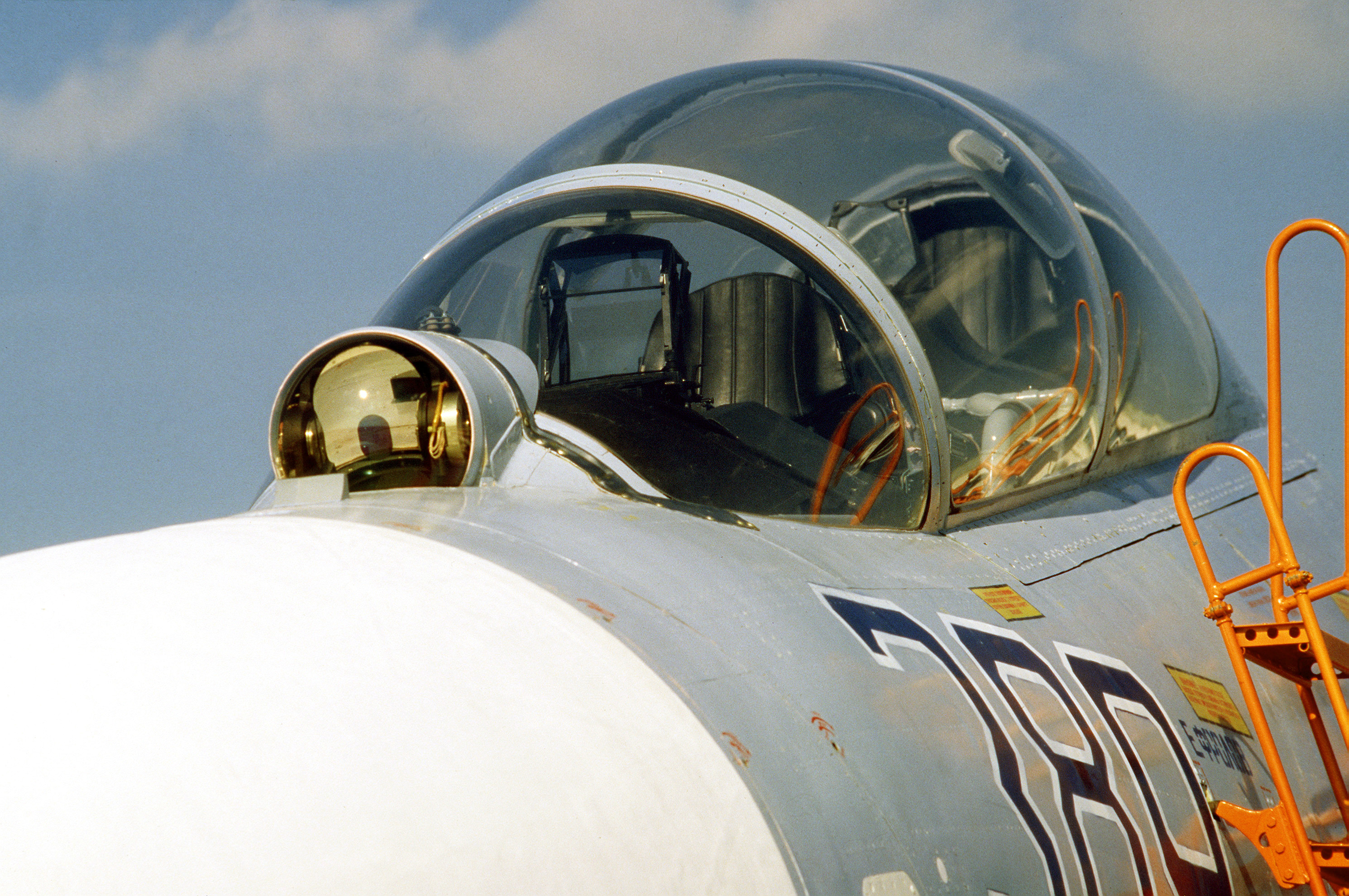
Szu–27UB pilótakabinja elölről, mindkét katapultülés fejtámlája látszik, bizonyítva a jó kilátást. A szélvédő elé építették a lézertávmérővel kombinált infravörös érzékelőt (hőpelengátort). A kép a 389-es oldalszámú UB-ről készült az 1989-es Le Bourget-i légiszalonon, ahol a típus először szerepelt nyilvánosan.

A repülőgép kétüléses kiképzőváltozatának tervezését az 1970-es évek legvégén kezdték meg. A tervezés elsődleges szempontja az volt, a repülőgép minden képességét megtartsa, azaz a második pilóta munkahelyét ne az avionika vagy a tüzelőanyag-készlet rovására alakítsák ki. Így a kétüléses repülőgép harcfeladatra is korlátlanul alkalmas lett, emellett képes volt olyan feladatok ellátására, melyre az alaptípus nem. Ezzel a megoldással például jobban ki lehetett használni a típus nagy hatótávolságát, hiszen a két pilóta felváltva irányíthatja a gépet, együtt kevésbé fáradnak el. Emellett a gép alkalmassá tehető célmegjelölésre irányított fegyverek számára, rádióelektronikai zavarásra, és egyéb olyan tevékenységre, amely kétüléses repülőgépet igényel, bár a fedélzeti elektronika erre, legalábbis a sorozatgyártás kezdetén, nem volt alkalmas. (Ilyen feladatok ellátására a jóval később gyártásba került, továbbfejlesztett Szu–30 változatot szánják, ezt egyelőre azonban csak exportra gyártják.)
A második pilóta helyét az első mögött, megemelve helyezték el, így számára is biztosított a jó kilátás, a törzs kabin alatti és mögötti részében pedig jutott elegendő hely a tüzelőanyagnak. A megemelt pilótakabin részben árnyékolja a függőleges vezérsíkokat, ezért ezek felületét egyenként 1,5 m²-rel megnövelték egy 420 mm magas toldalékelem beillesztésével. Az így átalakított gép első prototípusa, a T–10U–1, 1985. március 7-én repült először, Nyikolaj Szadovnyikov irányításával. Összesen három prototípus épült, az első sorozatgyártású gép, a T–10U–4, 1986. szeptember 10-én szállt fel először.

### A P–42
A nagy teljesítményű repülőgépet a kor szellemének megfelelően propagandacélokra is felhasználták, a cél a fő vetélytárs F–15 által felállított világrekordok felülmúlása volt. Erre a célra a sorozatgyártás egyik első gépét, a T–10–15-öt építették át, a gép neve a dezinformáció jegyében P–42 lett. (Pobjeda 42, a kurszki győzelemre utalva). Minden felesleges berendezést kiszereltek, a gép orrkúpját egy fémből gyártottra cserélték, ez könnyebb volt, kiszerelték a törzsféklapot, még a függőleges vezérsíkok felületét is lecsökkentették. A gép felszálló tömege (lényegesen kevesebb tüzelőanyag betankolásával) így 14 100 kilogrammra csökkent. Hajtóműve a dezinformáció miatt R–32-es jelölést kapott AL–31F egy speciálisan a rekordrepülésekhez módosított változata lett. A turbina előtti gázhőmérséklet megnövelésével a fékpadi tolóerő 13 600 kg lett forszázson, ami papíron biztosította a közel 2:1-es tolóerő-tömeg arányt.
Az amerikai Streak Eagle programhoz hasonló módon a gépet ugyanúgy egy elektromos oldású kábellel rögzítették, csak nem egy betontömbhöz, hanem egy harcjárműhöz. A kábel kioldását követően a gép amerikai vetélytársához hasonlóan körülbelül 150 méter gurulást követően rugaszkodott el a betonról, de azzal ellentétben rögtön közel függőleges emelkedésbe ment át. A P–42 így alig pár százalékkal, mindössze 2 másodperccel javította meg a 12 000 m-re emelkedés rekordját. A rekordrepüléseket a Szuhoj négy legtapasztaltabb berepülőpilótája, Viktor Pugacsov, Jevgenyij Frolov, Nyikolaj Szadovnyikov és Oleg Coj hajtották végre. A géppel, mivel a rekordrepülések során nem a Streak Eagle dinamikus profilját választották, mindössze 22 000 méterig emelkedtek, de az oroszoknál nem is volt cél az amerikaiak által elért 30 000 méteres magasság beállítása, mivel azt már a Je–266M-mel teljesítették.
A géppel a 12–16 tonnás kategóriában, illetve a sugárhajtású repülőgépek kategóriájában, majd később az STOL kategóriában állítottak fel 1986–1988 között összesen 41 rekordot. Az FAI-nak jelentett R–32-es hajtóműjelölés egyik folyománya lett az, hogy a Nyugat szakértői sokáig tévesen Tumanszkij hajtóművesként jelölték a Szu–27-est. (Ennek oka, hogy a Je–266M Tumanszkij R–15F2SZ–300-as hajtóművét az 1977-es emelkedési rekordokhoz R–31F-ként jelölték, ebből külföldön arra következtettek – tévesen – hogy az R–32 is egy Tumanszkij-hajtómű lehet.)
A P–42-es egyedülálló módon részese volt az 1989-es tusinói légibemutató dinamikus programjának is. Ezen kívül mindössze egyszer láthatta a nagyközönség közelről, 2004-ben Zsukovszkijban megrendezett „kis MAKSZ”-on, a statikus soron.

### Bemutatók és balesetek

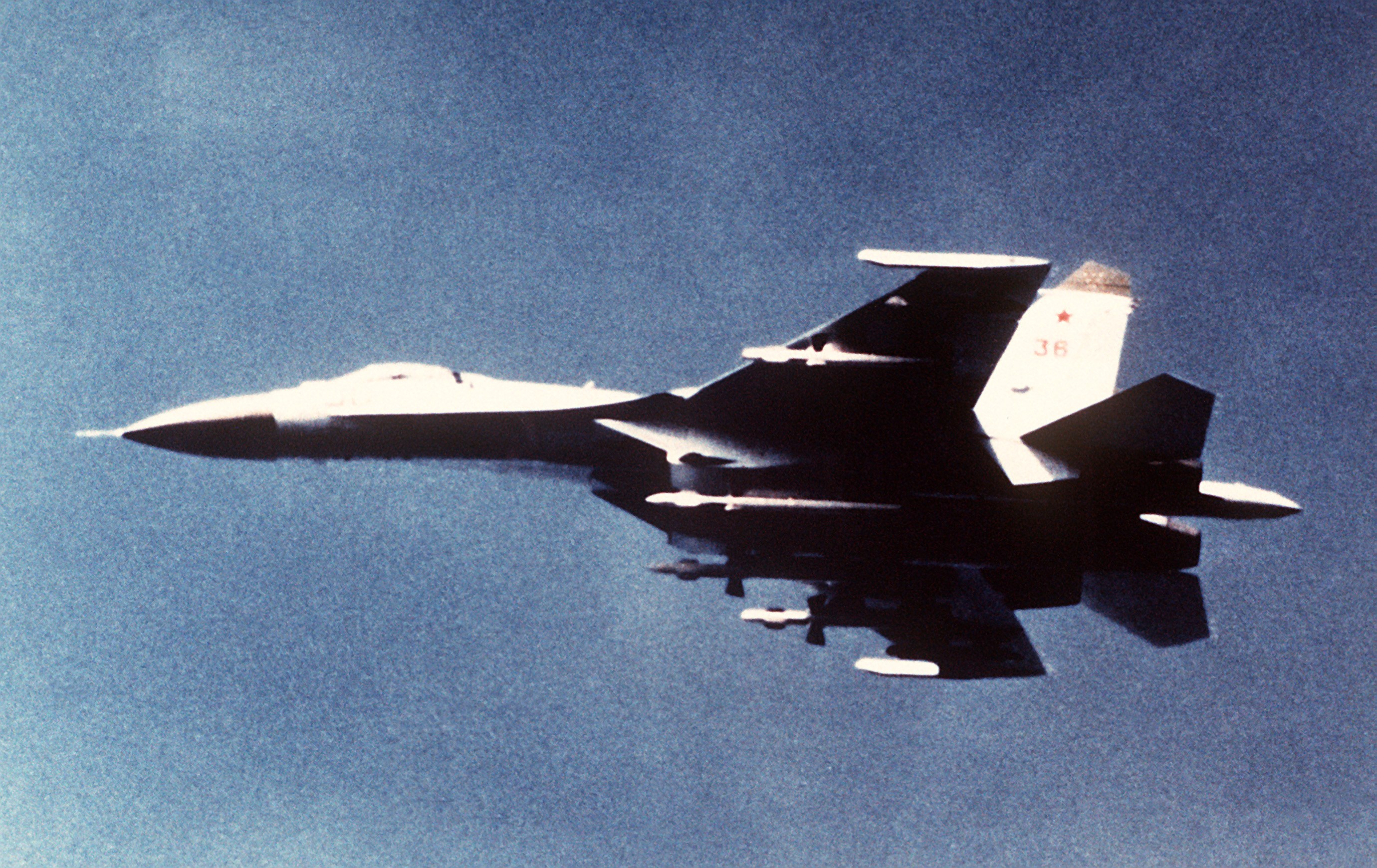
Szu–27, R–27 légiharc-rakétákkal felszerelve. A fénykép egyes források szerint a Barents-tenger feletti incidens közben készült, a gép lajstromszáma (piros 36), és függesztményeinek elhelyezése megegyezik a konfliktusban részt vevő gépével.

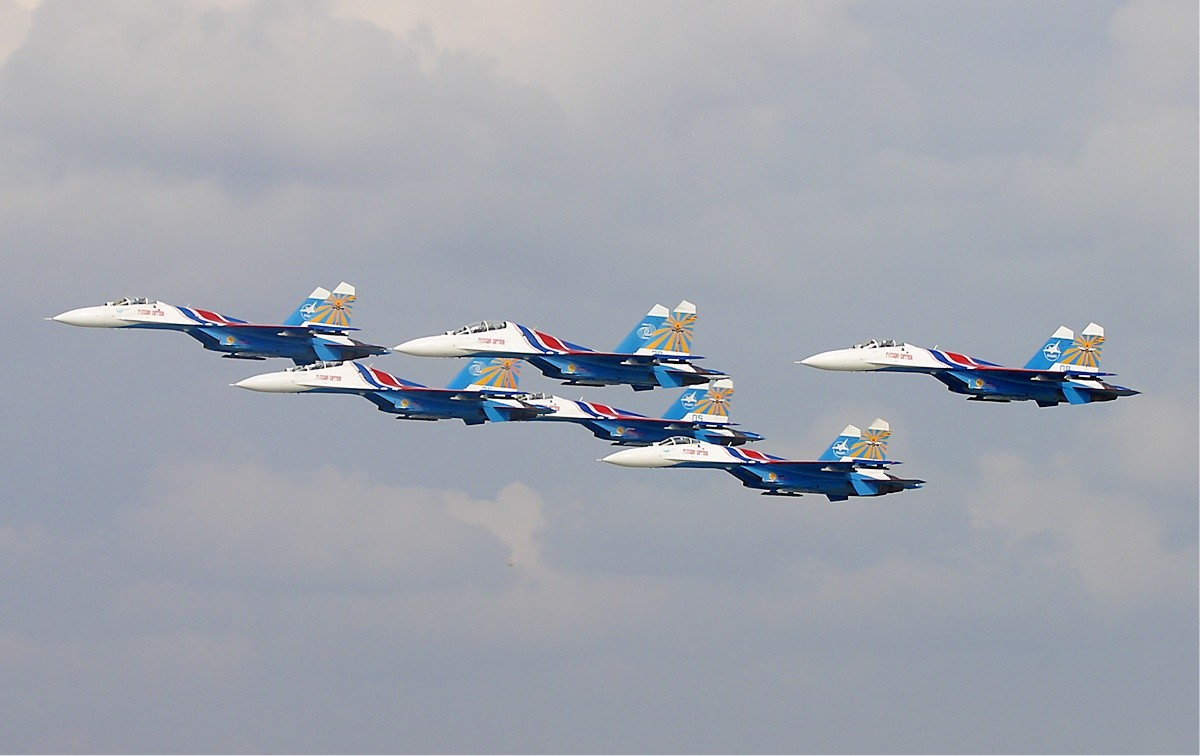
A Russzkije Vityazi műrepülő csapat Szu–27-esei. A függőleges vezérsíkok belső felére a repülőgép gyártójának emblémáját festették, ez az együléses gépeknél a KNAAPO, a kétüléseseknél az Irkut Repülőgépgyár.

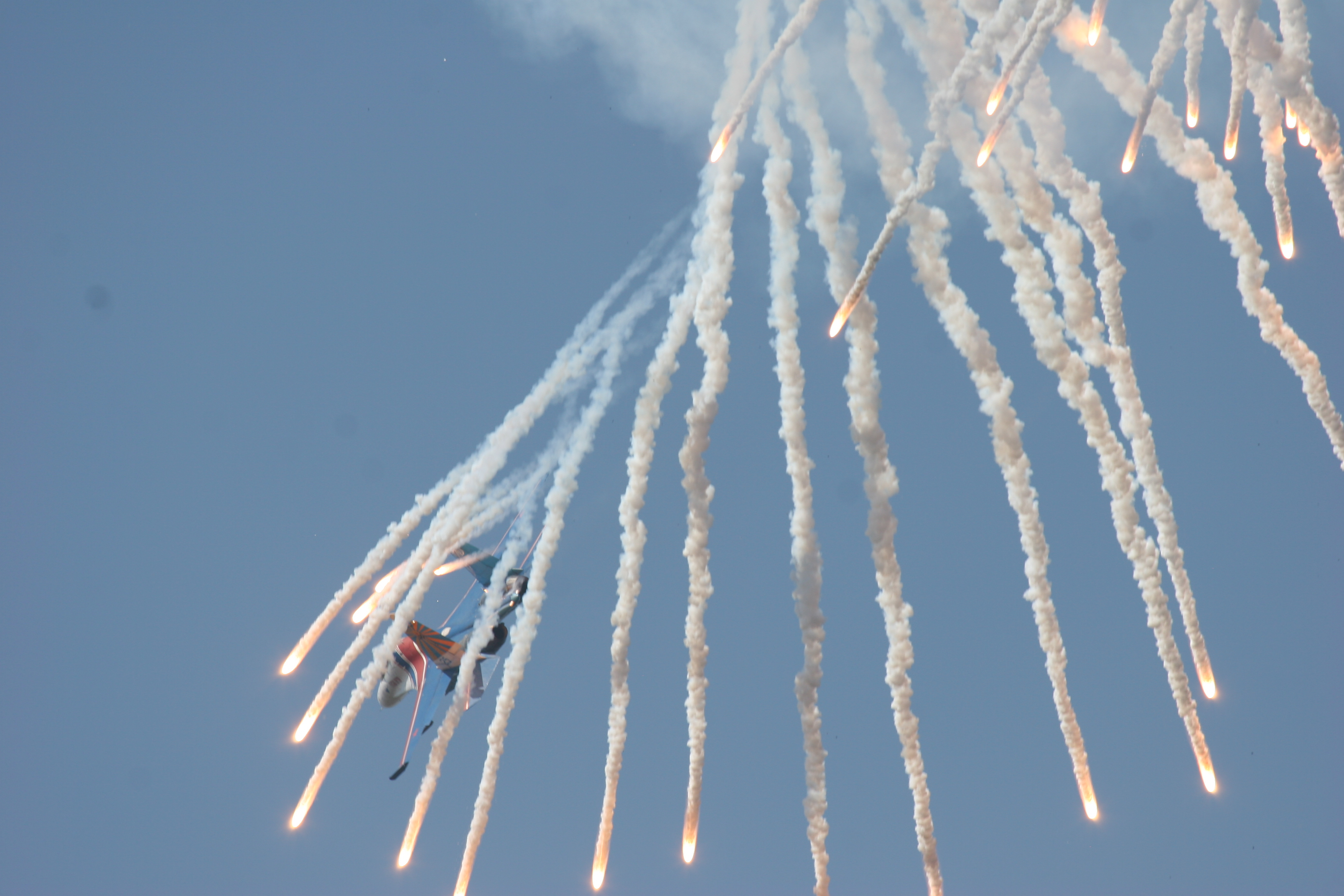
Szu–27-es műrepülés közben infracsapdákat szór

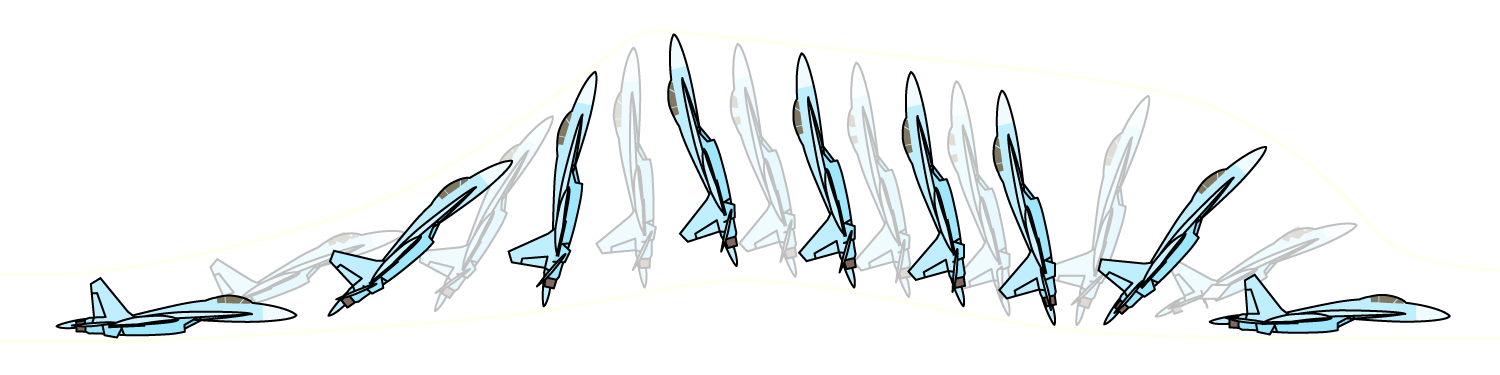
A Pugacsov-kobra

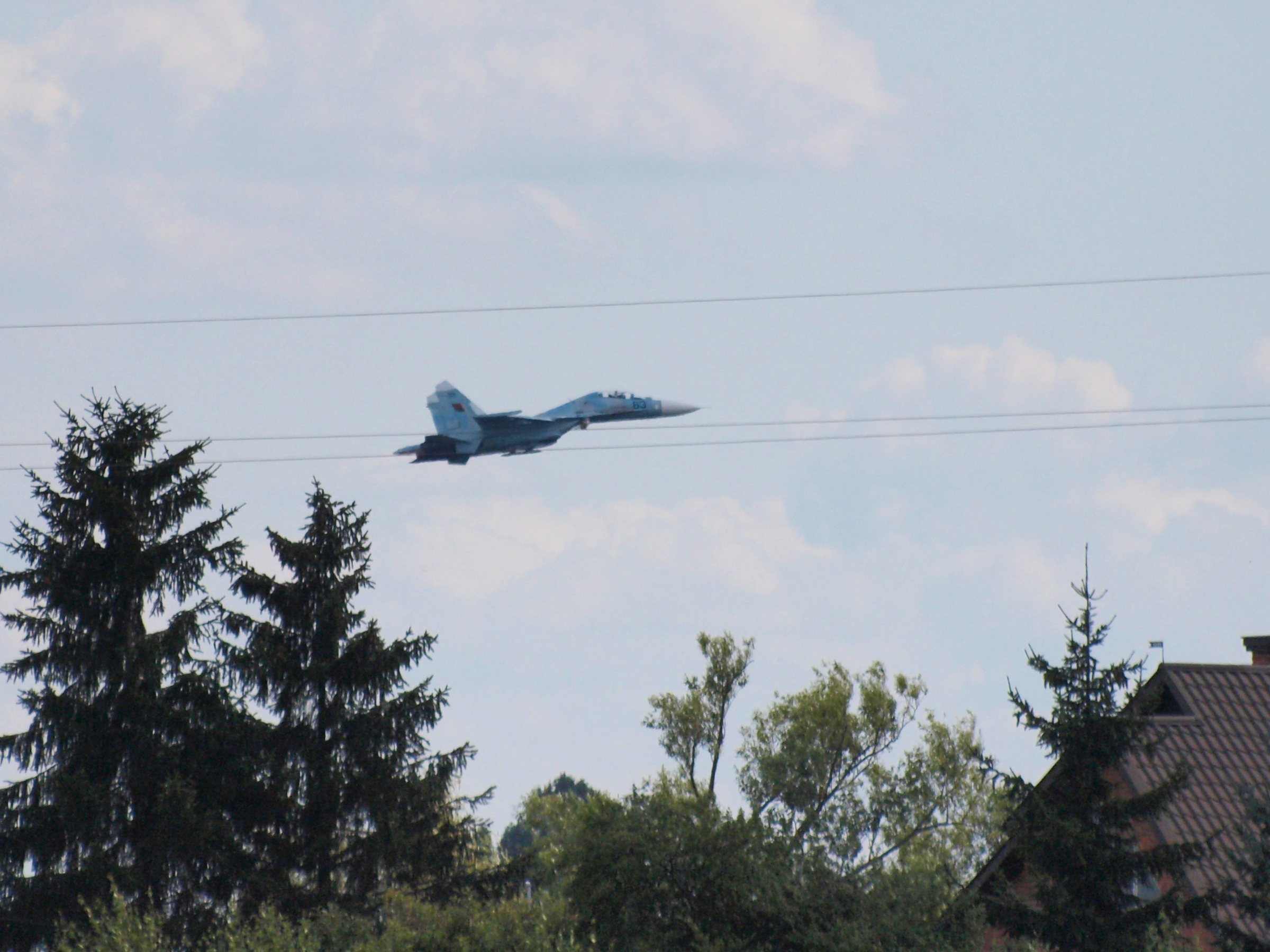
A Fehérorosz Légierő Szu–27UBM-je másodpercekkel lezuhanása előtt

A Szu–27 nemzetközi bemutatkozására 1987-ig kellett várni, és meglehetősen szokatlan formában került rá sor, ami előrevetítette a repülőgép részben balszerencsés szerepléseit is. A Szovjetunióban nagy hagyománya volt a titkolódzásnak, ami különösen katonai téren nyilvánult meg, de természetesen az általuk tervezett és gyártott fegyverek harcértékét igyekeztek a lehető legjobb színben feltüntetni, elrettentendő az ellenséget. A repülőgépek megismertetésének egyik módszere a nemzetközi légtérben, ellenséges repülőgépek közelében végzett tevékenység volt.
1987. szeptember 13-án, a Barents-tenger felett, nemzetközi légtérben egy norvég P–3B Orion járőrözött, hogy egy szovjet hajócsoportot tartson szemmel. A Szovjet Légvédelem a járőröző Orionra a Kilp-Javr repülőtéren települt 941. IAP (Elfogóvadász-század) egyik (más források szerint két) Szu–27-esét emelte, melynek fiatal pilótája, Vaszilij Cimbal nem csak megfigyelte a norvég gépet, de igyekezett pilótáinak munkáját is (a szemben álló nagyhatalmak bevett gyakorlatának megfelelően) alaposan megnehezíteni. Többször veszélyesen megközelítette az Oriont, illetve igyekezett közvetlenül a gép légcsavarjai elé kerülni, ugyanis előttük utánégetőt kapcsolva, a hajtóművekben pompázst tudott okozni, amely a leállásukat okozza anélkül, hogy az ellenséges repülőgéphez közvetlenül hozzáérne, így hivatalosan is balesetet és nemzetközi bonyodalmat okozna. Az egyik ilyen megközelítésnél a Szu–27 függőleges vezérsíkja bekerült az Orion légcsavar-lapátjai közé. A légcsavar összetört, a lapátok szétrepülő darabjai sérüléseket okoztak a Szu–27 függőleges vezérsíkján, és kilyuggatták az Orion törzsét, amely így kihermetizálódott. Mindkét gép vészhelyzetet jelentett, és visszafordult saját bázisa felé, ahol sikeresen leszállt. Az incidens során a norvég repülőgép személyzete bőséges mennyiségű fényképet készített az addig alig ismert repülőgépről.
1988-ban került sor a repülőgép első nemzetközi szereplésére az angliai Farnborough-ban, majd 1989 májusában a párizsi légiszalonon. Itt bemutatót már a később világhírnévre szert tett Viktor Pugacsov repülte, és ekkor mutatta be a róla Pugacsov-kobrának (vagy röviden csak kobrának) elnevezett manővert is, mely, bár jól mutatja a repülőgép nem mindennapi manőverező képességét, csekély harcértékkel bír.
A rohamosan szegényedő Szovjetunióban igyekeztek mindent pénzzé tenni, többek között a gyártók  szinte bármilyen fegyvert hajlandóak voltak bárkinek eladni, ha a vevő kemény valutával fizetett, és intenzív, de rosszul szervezett marketingkampányba kezdtek többek között a Szu–27 eladásának érdekében is. Úgy gondolták, hogy a repülőgép a nyugati konkurenciát meghaladó harcértékét manőverező képességének demonstrálásával tudják a legjobban bemutatni, így ezek a repülőgépek nagyobb repülőnapokon és haditechnikai vásárokon rendszeresen repültek lélegzetelállító, és sajnos sokszor veszélyes programokat. Jellemző, hogy a repülőgép engedélyezett legnagyobb állásszöge csak 24–26°, a számítógépes vezérlőrendszer az ennél nagyobb állásszöghöz vezető manővereket letiltja. A repülőnapokon látott (a Pugacsov-kobra esetén a 120°-ot elérő) nagy állásszögű repülések a számítógépes vezérlőrendszer korlátozásainak szabályellenes és veszélyes inaktiválásával érhetők el. Ennek a mentalitásnak több katasztrófa lett az eredménye, melyeket rendszerint a típus repülési képességeinek túlbecsülésére lehet visszavezetni.
- 1990. szeptember 9-én az olaszországi salgaredai repülőnapon lezuhant a Szovjet Légierő egyik együléses gépe. Ez a típus egyik korai nyilvános katasztrófája, amely egy alacsonyan kiemelt bukfencet követően következett be, amikor a gép egyenes vonalú süllyedésben a földbe csapódott. A pilóta – Rimantas Antanas Stankevicius, litván kozmonauta, aki repülte a szovjet Buran űrrepülőgépet is – nem katapultált, a gépben életét vesztette, a robbanást követően a földön egy néző is meghalt.[10]
- 1995. december 12-én, Malajziából hazatérőben a Russzkije Vityazi (Orosz Lovagok) műrepülő csapat három repülőgépe a vietnámi Cam Ranh Bay orosz katonai támaszpont repülőterére történő leszállás közben, ködben hegynek ütközött, négy pilóta halálát okozva. A baleset fő oka az volt, hogy a honi légvédelmi feladatokra felkészített repülőgépek nem voltak megfelelő navigációs rendszerrel ellátva.
- 1997. június 21-én a pozsonyi SIAD '97 repülőnapon Szergej Klimov a Russzkije Vityazi 15-ös számú gépében leszállás közben elfelejtett futóművet nyitni és hasraszállt a futópályára. A gép a törzs alatti rakétaindító síneken csúszott végig, komoly kár nem érte. Később szakszerűen felemelték és saját futóművén távozott a gurulóútra.[11][12]
- 1999. június 12-én a Párizsi Légiszalonon rosszul megválasztott magasság miatt a futópályához ütközött a Szu–30MKI prototípusa, majd visszaemelkedve a levegőbe az égő gépből a két pilóta – Vjacseszlav Averjanov és a mögötte ülő Vlagyimir Sendrik – sikeresen katapultált (utóbbi indította el a katapultálási folyamatot).[13]
- 2002. július 27-én Lvivben zuhant a látogatók közé egy kétüléses ukrán gép, a repülőnapok történetének legsúlyosabb katasztrófáját, 83 ember halálát és 199 sérülését okozva. A baleset oka valószínűleg pilótahiba volt.[14][15][16]
- 2009. augusztus 16-án Zsukovszkij mellett, a MAKSZ 2009 haditechnikai vásárra készülve a Russzkije Vityazi két gépe ütközött, két pilóta sikeresen katapultált, ők súlyos sérüléseket szenvedtek, de a bemutatócsoport parancsnoka, Igor Tkacsenko meghalt, mert ejtőernyője tüzet fogott, egy személy a földön is megsérült.[17][18]
- 2009. augusztus 30-án a lengyelországi Radomban a Fehérorosz Légierő Szu–27UBM-je szenvedett katasztrófát, két pilótája, Aljakszandar Marficki és Aljakszandar Zsuravlevics ezredesek meghaltak.[19]

Bár az Orosz Légierő túl van morális mélypontján, a katonák és a pilóták motiváltsága és fegyelme ma is sok kívánnivalót hagy maga után, így napjainkban is előfordulnak kirívó esetek: Anatolij Kvocsur 2006-ban Krasznojarszk belvárosa felett tartott repülésbiztonságilag megkérdőjelezhető műrepülést.

### Kísérleti és továbbfejlesztett változatok
Az ígéretes repülőgép fejlesztési programja nem állt meg a rendszeresítéssel, a tervezők igyekeztek megrendelést szerezni az újabb és újabb változatokra, vagy legalább a túlélésüket biztosító állami támogatást a soron következő fejlesztési programhoz. A T–10–24 számú gépet a nagy állásszögű repülést vizsgáló repülő laboratóriummá alakították át, a repülőgép stabilitását egy, a pilótakabin vonala mögé elhelyezett kacsa-vezérsíkkal javították. A módosítás bevált, és a repülőgép továbbfejlesztett változatainak mindegyikénél alkalmazzák. A T–10–26 számú gépet a változtatható tolóerő-vektorú hajtómű tesztrepülőgépévé alakították át, az egyik hajtómű cseréjével.

#### Szu–30
Messze a legsikeresebb változat, több száz példányt gyártottak belőle, de csak a külföldi vevők részére. A gép karrierje elég érdekesen indult, eredetileg Szu–27UBK néven a kétüléses Szu–27UB légi vezetési pont céljára átalakított változata lett volna, melynek feladata néhány gépes elfogóvadász-kötelékek tevékenységének koordinálása lett volna a Szovjetunió elhagyatott szibériai és távol-keleti területei felett, ahol a gyéren telepített légvédelmi lokátorok között nagy távolságok vannak (A MiG–31-est hasonló feladatra tervezték.). Légi utántöltő berendezéssel is felszerelték, így nagy távolságú bevetéseknél is alkalmazni tudták, a két pilóta munka közben válthatta egymást, így megnőtt a levegőben tölthető idő. Exportra is ajánlották, Szu–30K néven.  Az 1990-es években a repülőgép átesett azokon a korszerűsítéseken, amelyeken az összes hasonló repülőgép, fegyverzetét kibővítették, ez lett a Szu–30MK. A nagy áttörés 1996-ban következett be, amikor India 40 gép vásárlását jelentette be (Szu–30MKI változat), később megkezdte a gépek licencgyártását. Azóta Algéria (Szu–30MKA), Kína (Szu–30MKK), Malajzia (Szu–30MKM), Venezuela (Szu–30MKV) rendelt a gépből.

#### Szu–33

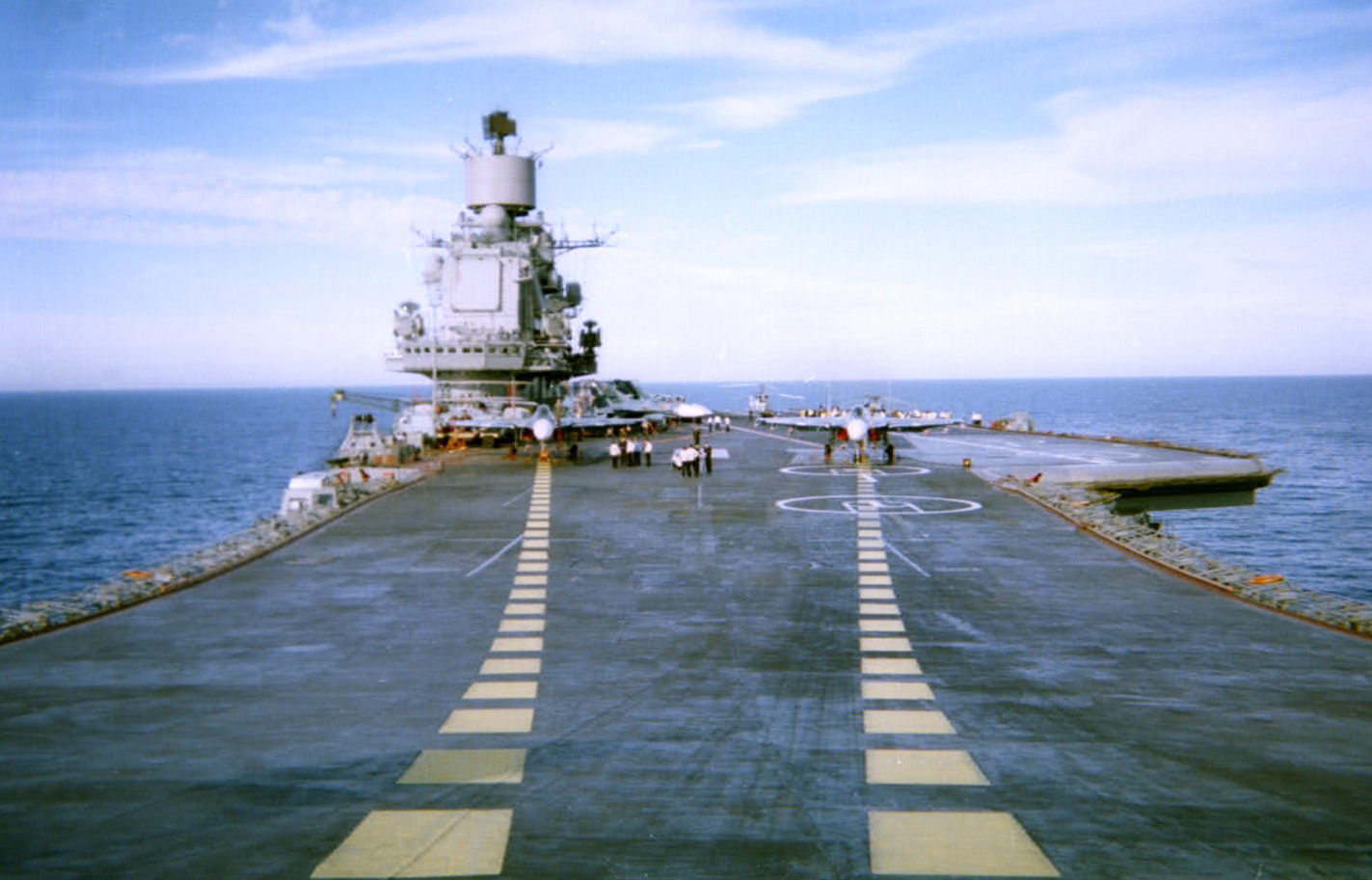
Startra kész Szu–33-asok az Admiral Kuznyecov orosz repülőgép-hordozó fedélzetén, a „síugrósánc” tetejéről nézve

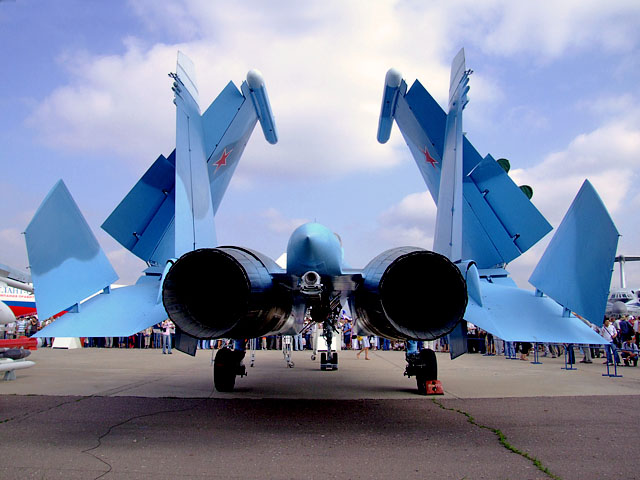
Szu–33 hátulról, felhajtott vízszintes vezérsíkokkal és szárnyakkal. Középen az új, két kerekes orrfutó is látszik.

A repülőgép haditengerészeti változatának megépítését már az 1970-es évek legelején tervbe vették, majd többször módosították a hordozására szolgáló hadihajó terveivel együtt. Az eredetileg T–10K-nak nevezett repülőgép tervezésének alapja a kacsavezérsíkos T–10–24 volt, ennek szerkezetét, különösen a futóműveit, megerősítették, szárnyait és vízszintes vezérsíkjait felhajthatóra alakították, farka alá a repülőgép-hordozókon történő leszálláshoz fékhorgot szereltek. Az Orosz Haditengerészet egyetlen repülőgép-hordozója, az Admiral Kuznyecov túl kicsi a gőzkatapultokkal segített felszálláshoz, ezért a hajó orrára síugrósáncot szereltek, és a repülőgépek külső segítség nélkül szállnak fel, ezt rendkívül kedvező tolóerő-súly arányuk teszi lehetővé. Orrukba légi utántöltő berendezést szereltek, korszerűbb navigációs rendszert kaptak, fegyverfelfüggesztő csomópontjaik számát 12-re növelték. 24 gépet gyártottak, ezek ma is rendszerben állnak. Kétüléses kiképzőváltozata a Szu–27KUB (újabban Szu–33KUB-nek nevezik), melynek pilótakabinjában, eltérően a Szu–27UB-től, a két pilóta egymás mellett ül.

#### Szu–34

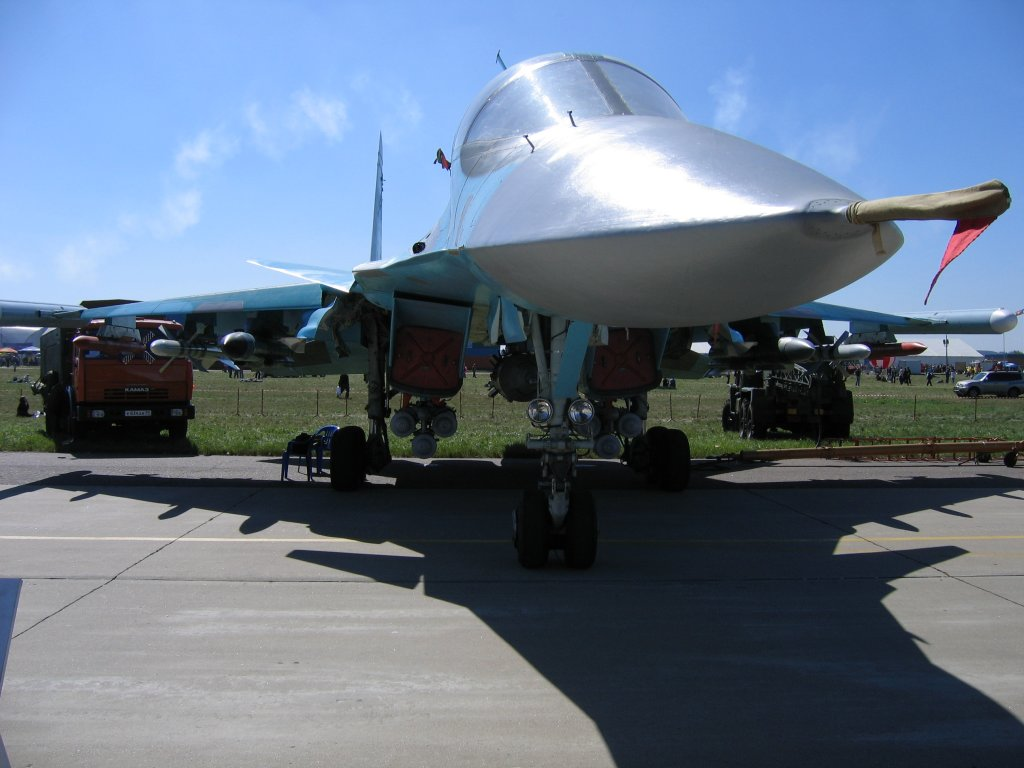
A Szu–34 eltérő kialakítású, lapos orr-része, a pilóták egymás mellett ülnek

Tervezett csapásmérő változat, részben a Szu–30-aséval megegyező feladatkörrel, de az Orosz Légierő számára, a meglévő Szu–17, MiG–27 és Szu–24 repülőgépek leváltására. Az 1980-as évek első felében a Szu–27UB áttervezését tervezték (a Szu–30-ashoz hasonlóan), Szu–27IB néven, ezt a döntést később megváltoztatták, és teljesen áttervezett törzs-elsőészben a pilótaüléseket egymás mellett helyezték el, javítva ezzel a két pilóta együttdolgozását. A kabintető fix kialakítású, a gépbe az orrfutóaknából leereszthető lépcsőn lehet beszállni. A főfutókat teljesen áttervezték a mintegy 30%-kal megnőtt felszálló tömeg miatt, ezek kétpontosak lettek. A repülőgépbe egy kis WC-t is beépítettek a hosszú bevetési idő miatt, ami a szovjet viszonyok között fényűző luxusnak számított. A T–10V1 jelű prototípus 1990. április 13-án repült először. Az 1990-es évek pénzhiánya miatt a fejlesztés hosszú időre lelassult, a gépet exportra ajánlották Szu–32FN elnevezéssel, eredménytelenül. A 2000-es évek orosz fellendülésének köszönhetően a sorozatgyártás lassan beindult, 2006 végén átadták az első két hadrendi példányt a Lipecki Kiképző Ezrednek.
A repülőgép annyira eltért az eredeti repülőgéptől, hogy a NATO kódnevek kiosztását végző bizottsága (Air Standardization Coordinating Committee, ASCC) új NATO-kódnevet adott ki, a gép új kódneve Fullback lett.

#### Szu–35
A repülőgép korszerűsített változatának, a Szu–27M-nek a kifejlesztése már az alaptípus fejlesztésekor felmerült, elsősorban az avionikával kapcsolatos kényszerű kompromisszumok miatt. A szovjet elektronikai ipar az 1980-as évek legvégére alkalmassá vált a repülőgépre eredetileg tervezett elektronika legyártására, ezt a Szu–27K (Szu–33) sárkányába építették. A repülőgép így megkapta a kacsaszárnyakat, a megerősített futóművet, emellett a szárnyakat vastagabb keresztmetszetűre gyártották, ami több tüzelőanyag betöltését tette lehetővé. A nagy túlterhelések elviselése érdekében, hasonlóan az F–16-oson alkalmazott megoldáshoz, a katapultülést 30°-kal hátradöntötték. Az avionika központi eleme az N011 rádiólokátor, melynek zavarvédelmét javították elsősorban. A műszerfalba a korábbi hagyományos műszerek helyett három monokróm katódsugárcsöves kijelzőt, később színes folyadékkristályos kijelzőket építettek. Egyes példányokon a törővégi rakétaindító sín helyére a Szorbcija rádióelektronikai zavaróberendezést építették. A fegyverzetet, melyet, hasonlóan a Szu–33-hoz, 12 csomópontra lehetett függeszteni, kiegészítették az R–77 légiharc-rakétával, valamint a H–29 televíziós irányítású és a H–31 lokátorromboló rakétával. A prototípus 1988. június 28-án repült először Oleg Coj irányításával, 1992-ig körülbelül egy tucatnyi gépet gyártottak le, ezeket elsősorban kísérleti célokra használják. A repülőgépet folyamatosan továbbfejlesztik, elképzelhető, hogy sorozatgyártásba kerül. Az 1990-es évek közepén megépült Szu–37 repülőgép a Szu–35 vektorálható tolóerejű AL–31FN hajtóművel ellátott változata.

### Korszerűsítési programok

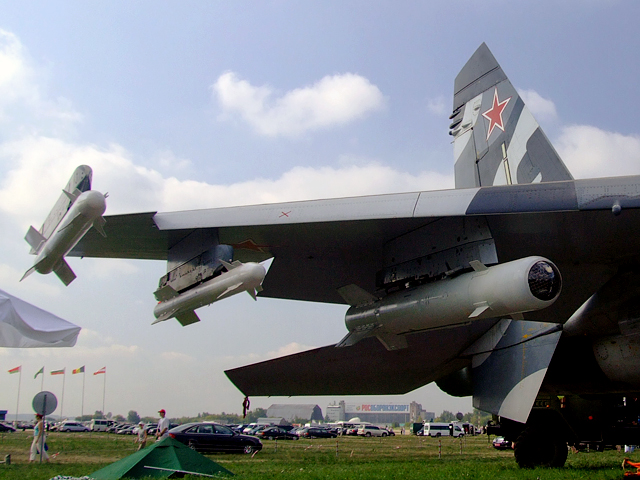
Szu–27SZK, a külső indítósíneken R–73 légiharc-rakétákkal, a belső indítósínen H–59 földi célok elleni, televíziós irányítású rakétával

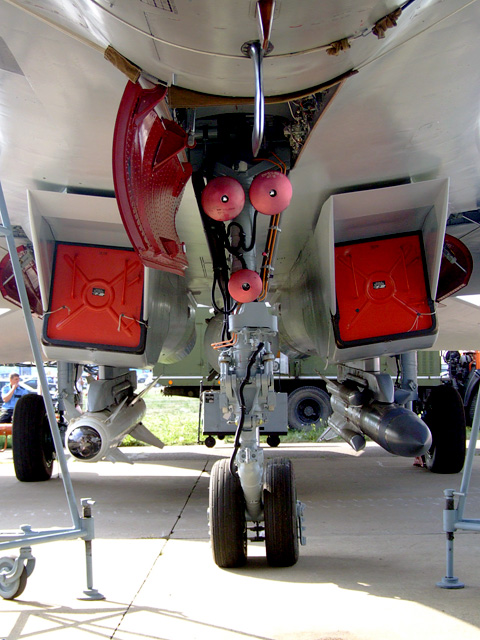
Szu–27SZK törzsének alja szemből. A levegőbeömlő nyílások alatti csomóponton balra egy televíziós önirányítású H–29Kr, jobbra egy lokátorromboló H–31 rakéta.

A Szu–27-es avionikája már a rendszeresítés pillanatában is elavult volt, még a légi célok ellen is, ezt a legelső pillanattól korszerűsíteni tervezték, de a Szu–27M repülőgép sorozatgyártására a Szovjetunió összeomlása miatt már nem maradt idő. Az 1990-es években egyre-másra jelentek meg az újabb és újabb típusváltozatok, melyekből néhány darabnál több pénzhiány miatt nem készült, pedig a korszerű gépekre a csecsen polgárháború során égető szükség lett volna. 2000 körülre látták be, hogy az Orosz Légierő, mely a típus legnagyobb üzemeltetője, nem tudja új gyártású repülőgépekkel leváltani Szu–27-eseit, ezért kidolgozták a repülőgépek több korszerűsítési programját, mellyel költséghatékonyan elvégezhető a repülőgépek kapacitásának alapvető növelése. 2001-re indult volna be a kétüléses gépek Szu–27UBM változatra alakítása, de ezt 6-8 gép átépítése után abbahagyták, valószínűleg a programokban (ellen)érdekelt, részben privatizált cégek intrikái miatt.
Az Orosz Légierő számára készült gépek a Szu–27SZM, az exportra készülők az Szu–27SZK elnevezést kapták. (A fejlesztési programban alapja a Szu–30KI volt.) A program fő célja az avionika korszerűsítése, a földi célok elleni csapásmérő kapacitás megteremtése (irányított fegyverekkel), az üzemeltetési költségek csökkentése korszerűbb diagnosztikai eszközök alkalmazásával (áttérés a részleges állapot szerinti javításra), valamint a repülőgép tervezett élettartamának megnövelése a sárkányszerkezet üzemeltetési tapasztalatok alapján történő megerősítésével.
A fedélzeti elektronika elemeit az amerikai MIL–1553B katonai szabványnak megfelelő adatbusz köti össze. A fedélzeti számítógépet kicserélték BVCM–486 típusúra, érdekes módon ennek processzora az Intel 80486DX33 processzora, melyhez, részben elavultsága miatt, már orosz katonai cégek is hozzáférhetnek. A rádiólokátort korszerűsítették, az eredeti N001 radar N001VE változatát alkalmazzák, ez még mindig mechanikusan eltérített antennájú, de már földi célok elleni funkcióval is ellátták (nagy hajókat 200–250 km-ről derít fel). Az infravörös érzékelőt kicserélték, az új berendezés nagy magasságban, utánégetővel távolodó célokat akár 90 kilométerről is észlel. A berendezést a gép hossztengelyétől jobbra eltolva építették be, az orr bal oldalára a légi utántöltő berendezés kitolható fogadócsonkja került. A kicserélt lézertávmérő korlátozott mértékben (mivel az orr felső részén van) alkalmas földi célok megjelölésére lézerirányítású fegyverek számára.
A műszerfalba két folyadékkristályos kijelző van beépítve, emellett sisakba épített kijelzőt is rendszeresítettek. A pilóta a repülés előtt megtervezett repülés paramétereit mágneskazettán viszi magával, hasonlóan a repülés utáni adatokhoz. A navigációt integrált inerciális és GPS navigációs rendszer segíti, ez utóbbi az amerikai Navstar- és az orosz GLONASZSZ-műholdak jeleit is veszi.
A pilótakabin nem kompatibilis az éjjellátó készülékekkel. A géphez felderítő és célmegjelölő konténert nem rendszeresítettek.
A légi célok elleni fegyverzetet kiegészítették az R–77 rakétával, mely aktív lokátoros önirányítású, és a repülőgép a passzív szakaszon egyszerre két rakéta számára tudja a célok adatait frissíteni. A rakéták saját lokátora a céltól 5–20 km-re kapcsol be, ezután a repülőgéppel nem kommunikálnak, így az újabb rakétákat indíthat.
A földi célok ellen a gép szinte az összes orosz repülőgép-fedélzeti fegyvert alkalmazhatja. Irányított légibombák közül a KAB–500Kr és KAB–1500Kr televíziós, valamint a KAB–500L és KAB–1500L lézerirányítású bombákat, bár ez utóbbiak számára a célt nem tudja saját maga számára megjelölni, célmegjelölő konténert pedig nem rendszeresítettek. Földi célok elleni irányított rakéták közül a H–25, H–29, H–31, H–35 és H–59ME rakétákat hordozhatja, az utóbbival a kapcsolatot az egyik szívócsatorna alá függesztett APK–9E konténerrel tarthatja fent. A repülőgép besugárzásjelző rendszerét integrálták a H–31 rakétával, azaz a gépet ért sugárzás alapján képes a radar földrajzi helyzetének megállapítására, a rakéta számára a repülési paraméterek meghatározására. Számos korszerű fegyverkategória (például GPS-irányítású bombák, robotrepülőgépek) nem található meg a gép arzenáljában. Bár a repülőgépen elvben minden fegyver integrációs programja befejeződött, újabb és újabb hírek repülnek fel ezen fegyverek rendszeresítéséről, azaz a valóságban jócskán lemaradtak a kommunikált célokhoz képest.

## Szerkezeti felépítés és tervezési sajátosságok

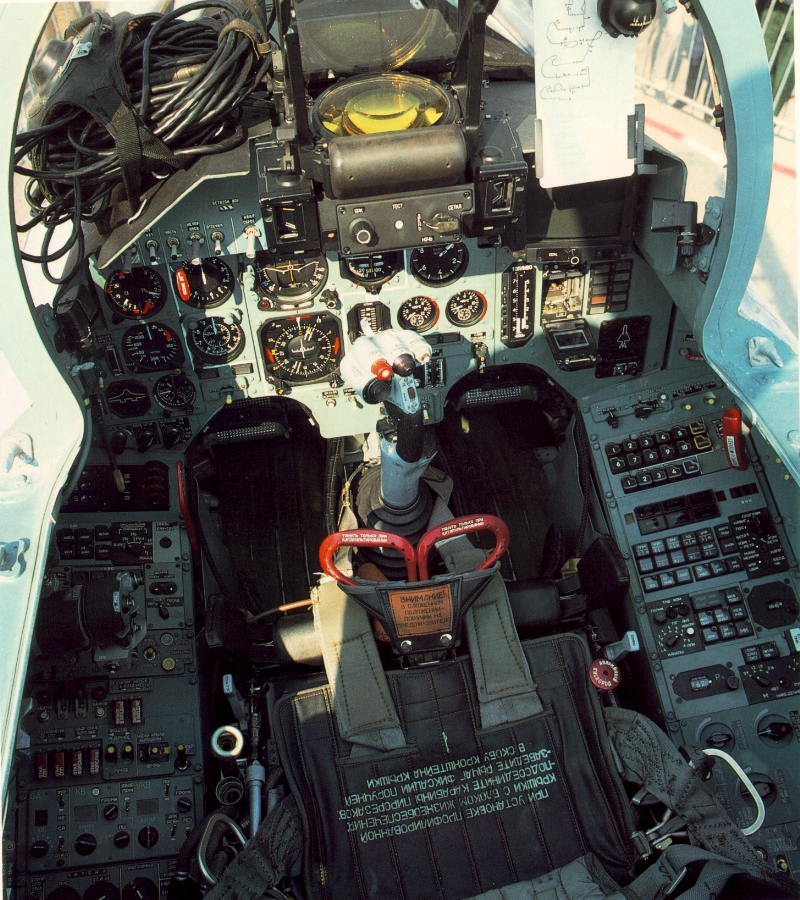
A Szu–27SZ hagyományos műszerezettségű kabinja

Teljesen fémépítésű, két hajtóműves, középszárnyas repülőgép, osztott függőleges vezérsíkokkal, hagyományos aerodinamikai elrendezéssel, mely nagyon hasonló a MiG–29-eséhez. Az első, aerodinamikailag instabil szovjet repülőgép. A nyilazott félszárnyakon orrsegédszárnyat és flaperont helyeztek el, a magassági kormányként szolgáló vízszintes vezérsík teljes egészében elfordítható. A szárnytövet előrefelé megnyújtották (Leading Edge Root Extension, LERX), ez a nagy állásszögű stabilitást javítja. A későbbi változatokon itt helyezték el a teljesen elforgatható kacsa-vezérsíkokat. A szárny a törzs centroplánnak nevezett, a tüzelőanyag-tartállyal integrált teherviselő eleméhez csatlakozik, ennek tetején alakították ki az F–15-ösön alkalmazotthoz nagyon hasonló, nagyméretű törzsféklapot, melyet a legújabb változatokról elhagytak. A két hajtóművet a törzs alatt, egymástól elkülönítve helyezték el. A futómű tricikli-rendszerű, az orrfutót a törzsbe, hátrafelé, a főfutókat a kerekek 90°-os elforgatása után előrefelé, a szárnytőbe húzzák be. A földhöz meglehetősen közel elhelyezett levegő-beömlőnyílások miatt a futószárak meglehetősen hosszúak (hogy a hajtóművek ne szívjanak be szennyeződést), emiatt a repülőgép nagy részét csak létráról lehet elérni, ez nehezíti a karbantartást. A korábbi, 210 atmoszféra nyomású helyett ezen a gépen alkalmaztak először 280 atmoszférás hidraulikarendszert, ez – jobb minőségű anyagok felhasználása és a korábbi gépekétől eltérő kiszolgálóeszközök rendszeresítése árán – jelentős tömegmegtakarítást eredményezett. A pilótakabint a törzsből kiemelve, jó kilátást biztosítva helyezték el. A gép meglehetősen nagy átmérőjű orrában van a rádiólokátor, a pilótakabin szélvédője előtt az infravörös érzékelővel kombinált lézertávmérőt.

## Fegyverzet

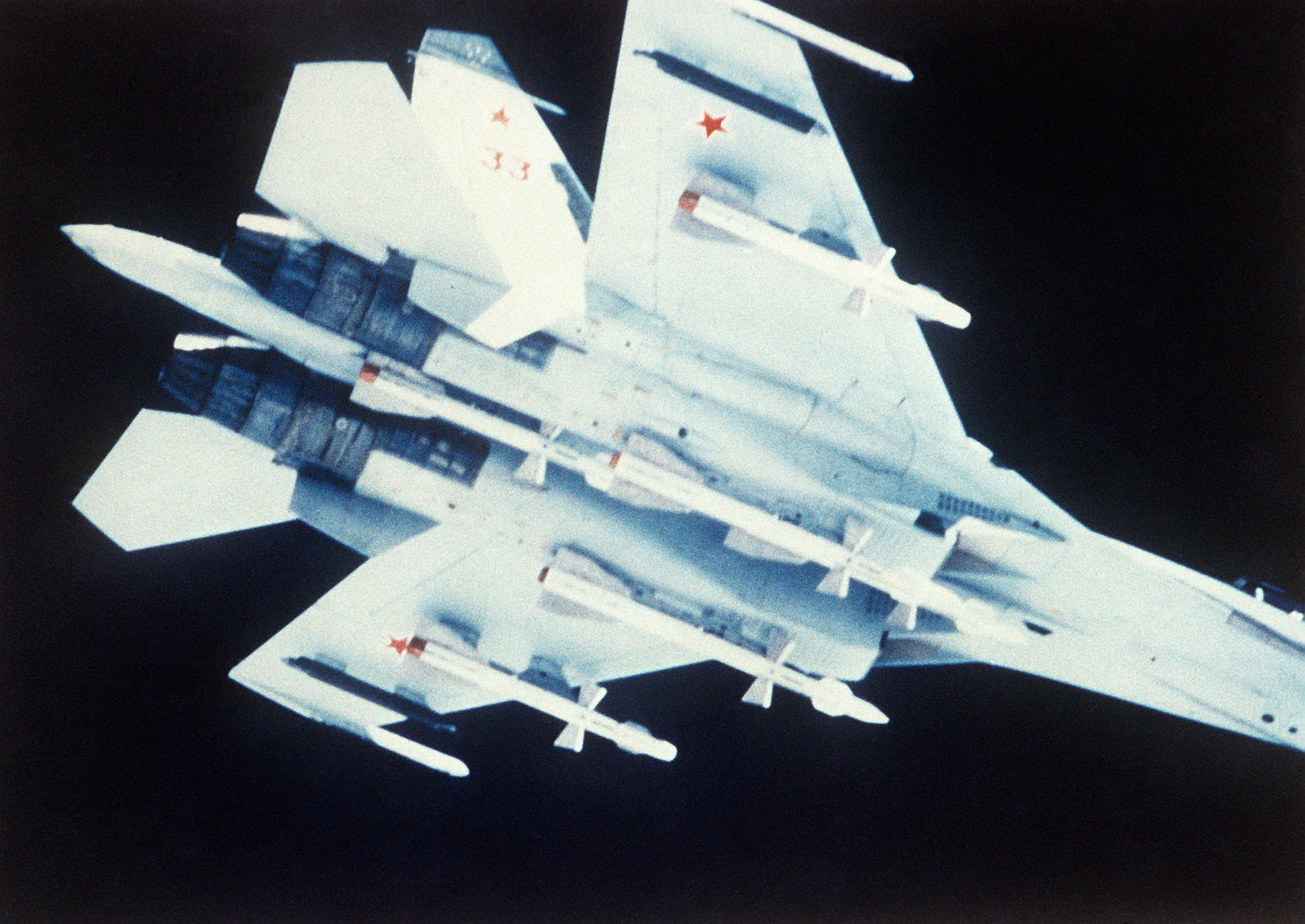
Szu–27 R-27 típusú rakétákkal. A szárnyak alatt az R–27T infravörös, a levegőbeömlő nyílások és a törzs középvonala alatt az R–27R félaktív lokátoros önirányítású változat van

A repülőgép jobb oldali szárnytövébe be egy GS–30-1 típusú, egycsövű, 30 mm-es gépágyút építettek, melynek javadalmazása 150 lőszer, emellett 10 (a későbbi változatokon 12) fegyverfelfüggesztő csomóponton elhelyezett fegyverzetet hordozhat. A gép összes csomópontja száraz, azaz tüzelőanyag-póttartályt nem lehet rá függeszteni.
A fegyverfelfüggesztő csomópontok számozása nem szokványos, a törzs középvonala alatti az 1-es és a 2-es, majd a szárnyak alatt kifelé haladva a 3–8 számúak (a jobb oldaliak a páratlanok), a levegő-beömlőnyílások alatt pedig a 9-es és a 10-es.

### Légiharc-rakéták

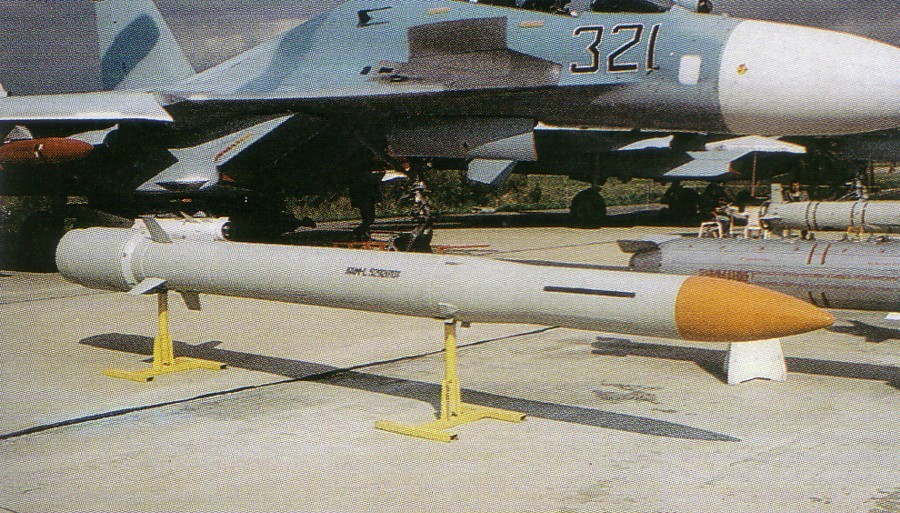
KSZ–172 légiharc-rakéta makettje Szu–30 mellett kiállítva

A repülőgépet elsősorban légiharc megvívására tervezték, ennek fő fegyvere az R–27 típusú, közép-hatótávolságú légiharc-rakéta, melyből maximum hat darabot hordozhat. A szovjet gyakorlatnak megfelelően létezik félaktív lokátoros önirányítású és passzív infravörös önirányítású változata is. A lokátoros változat csak a cél közelében igényli a cél lokátoros megjelölését, a röppálya nagy részén az előre kiszámított találkozási pontig tehetetlenségi navigációs rendszer irányítja. A cél kitérő manővereinek megfelelően a rakéta röppályáját menet közben is lehet módosítani.
A légi közelharcra szolgáló rakéta az R–73, ami egy nagy szögeltéréssel indítható, részben tolóerő-vektor kormányzású, infravörös önirányítású légi közelharc-rakéta. Használatához nem szükséges a lokátor bekapcsolása, indítható a lézertávmérővel kombinált infravörös érzékelő adatai alapján. A cél kijelölése lehetséges a sisakra szerelt Sjel típusú sisakcélzóval is, ekkor a rakéta infravörös érzékelője követi a pilóta fejmozdulatait, amikor az a célra néz, a rakéta automatikusan befogja azt, amit a célzóberendezés optikáján megjelenő ikon jelez a pilótának, ezután a rakéta indítható.
A repülőgéphez utólag rendszeresítették az 1990-es évekre kifejlesztett R–77-es aktív lokátoros önirányítású légiharc-rakétát, ezt elsősorban exportra gyártják, bár az Orosz Légierő is kapott belőlük, a pénzhiánynak köszönhetően kisebb mennyiségben. Tervezik a hosszabb ideje fejlesztés alatt álló, nagyon nagy (akár 400 kilométeres) hatótávolságú KSZ–172 légiharc-rakéta integrációját is, amennyiben a fegyver gyártásba kerül, erre azonban kicsi az esély.

### Egyéb függesztmények

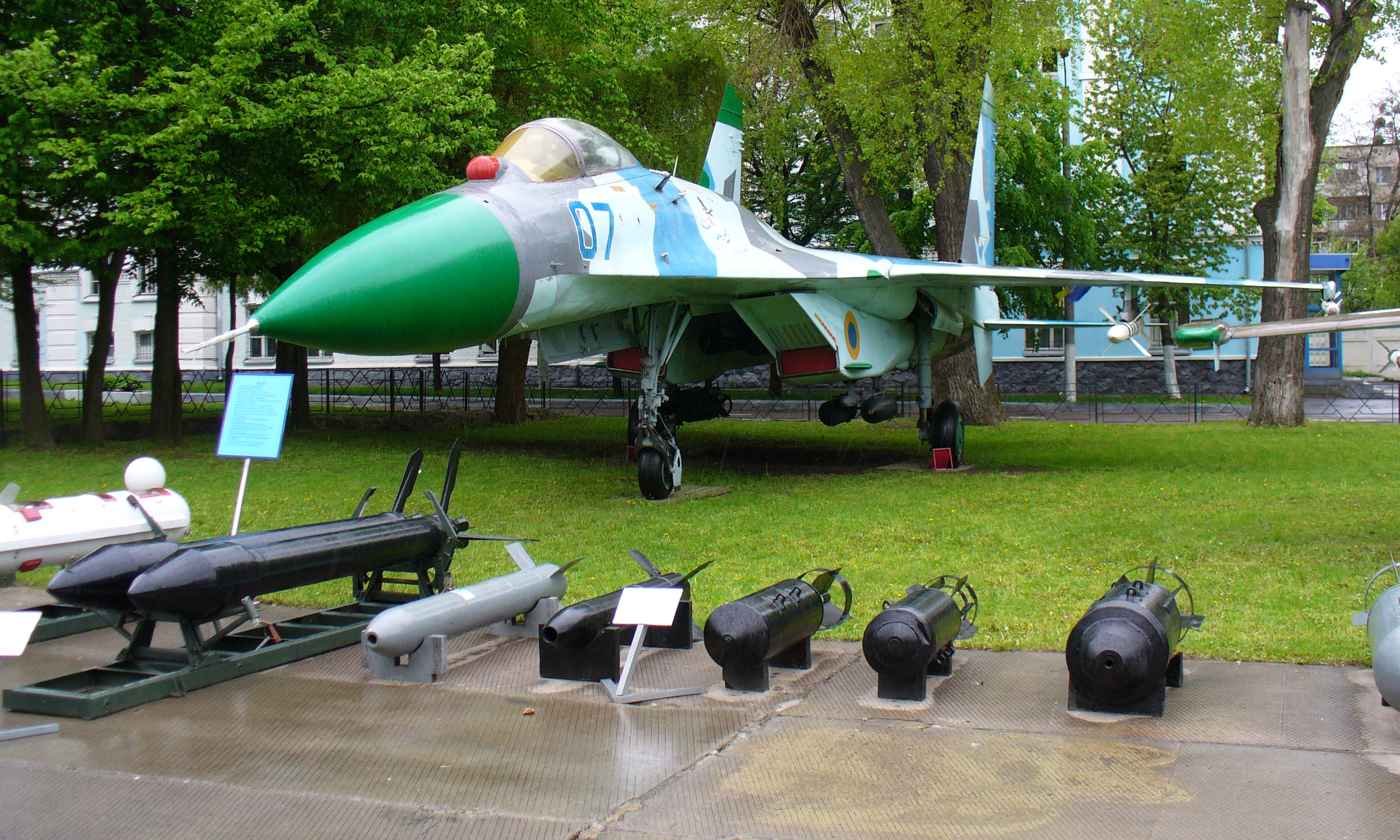
Ukrán Szu–27SZ múzeumban kiállítva, nem irányított rakétákkal és bombákkal

Bár a repülőgépbe beépítették a földi célok elleni nem irányított rakéták és bombák alkalmazásához szükséges kábelezést, a CFE fegyverzetkorlátozási egyezmények miatt a gépek eredetileg földi célok elleni fegyvereket nem hordoztak. A nagy tömegben hadrendben álló, elavult vadászbombázó repülőgépek (elsősorban a MiG–27 és a Szu–17) selejtezése után azonban lehetőség nyílt a ilyen fegyverek rendszeresítésére.
A szárnyak alatti belső, a levegő-beömlőnyílások alatti, valamint a törzs középvonala alatti két-két csomópontra lehet összesen 38 darab 100 kilogrammos, vagy (az 1-4, 9 és 10-es csomópontokon) hatzáras tartókra 36 darab 250 kilogrammos FAB–250M54, ugyanide háromzáras tartókra 18 darab FAB–250M62  bombát függeszteni.
Négyzáras tartókra 16 darab FAB–500M54 (1., 2., 9., 10. csomópontok), vagy 10 darab 500 kilogrammos FAB–500M62-es (az 1-4 csomópontokra kétzáras tartókon, a 9-10-esre egyet-egyet) nem irányított légibomba függeszthető.
KMGU aknaszóró konténerből maximum 5 darab hordozható.
A bombák helyett lehetőség van 6 darab SZ–25 nem irányított rakéta, vagy B–8M1 (2-2 darab a 3-4-es csomóponton, egy-egy a 9-10-esen) vagy 6 darab B–13L típusú, nem irányított rakétákat tartalmazó blokkok függesztésére is, a hozzájuk tartozó maximum 120 darab SZ–8 vagy 30 darab SZ–13 rakéta hordozására.
A repülőgép alapváltozata nem hordozhat célmegjelölő konténert, emellett egyik változat sem alkalmas tüzelőanyag-póttartályok hordozására. Lehetőség van a törővégi rakéta-indítósín helyett a Szorbcija típusú rádióelektronikai zavarókonténer hordozására.

## Típusváltozatok

### A Szovjetunió szétesése előtt kifejlesztett változatok

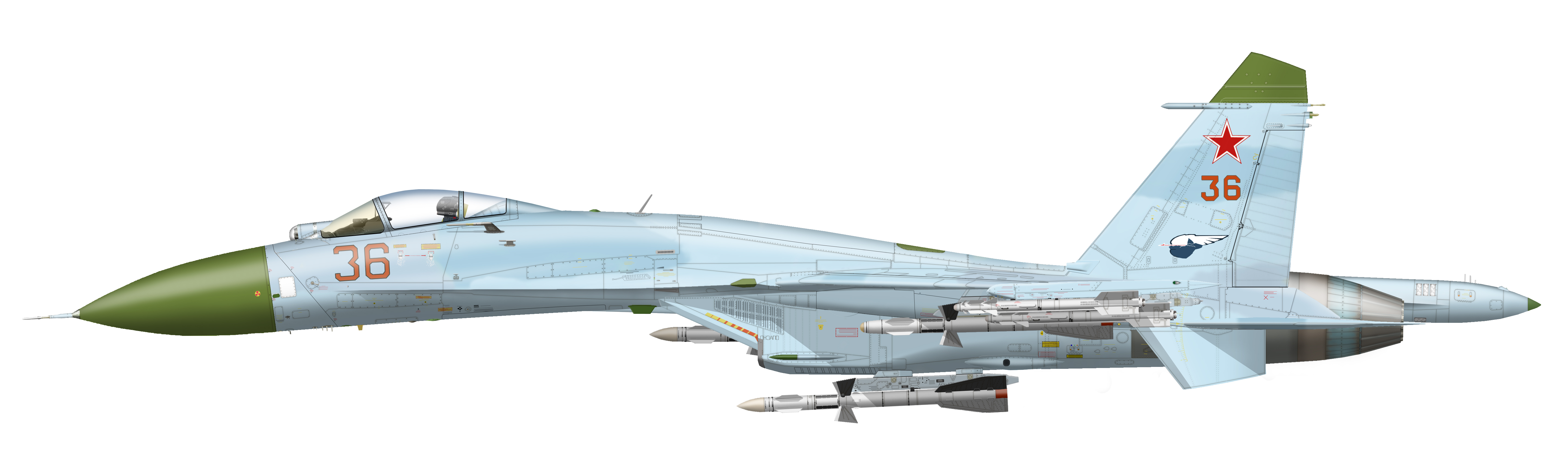
Korai gyártású (sötét orrú) Szu–27SZ oldalnézete

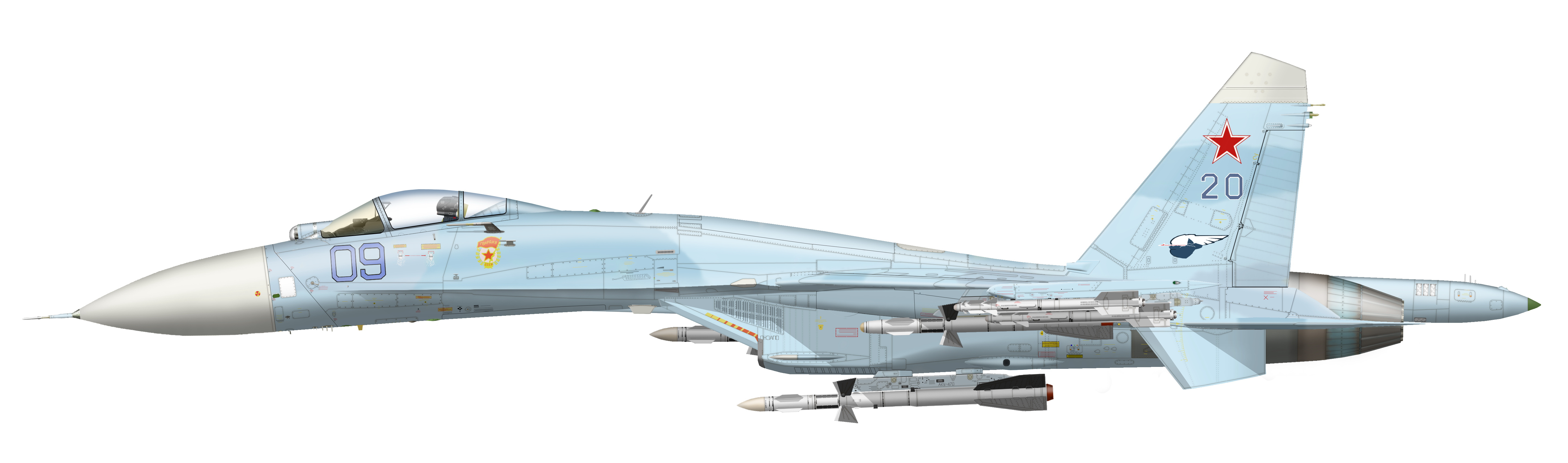
Késői gyártású, fehér orrú Szu–27SZ oldalnézete

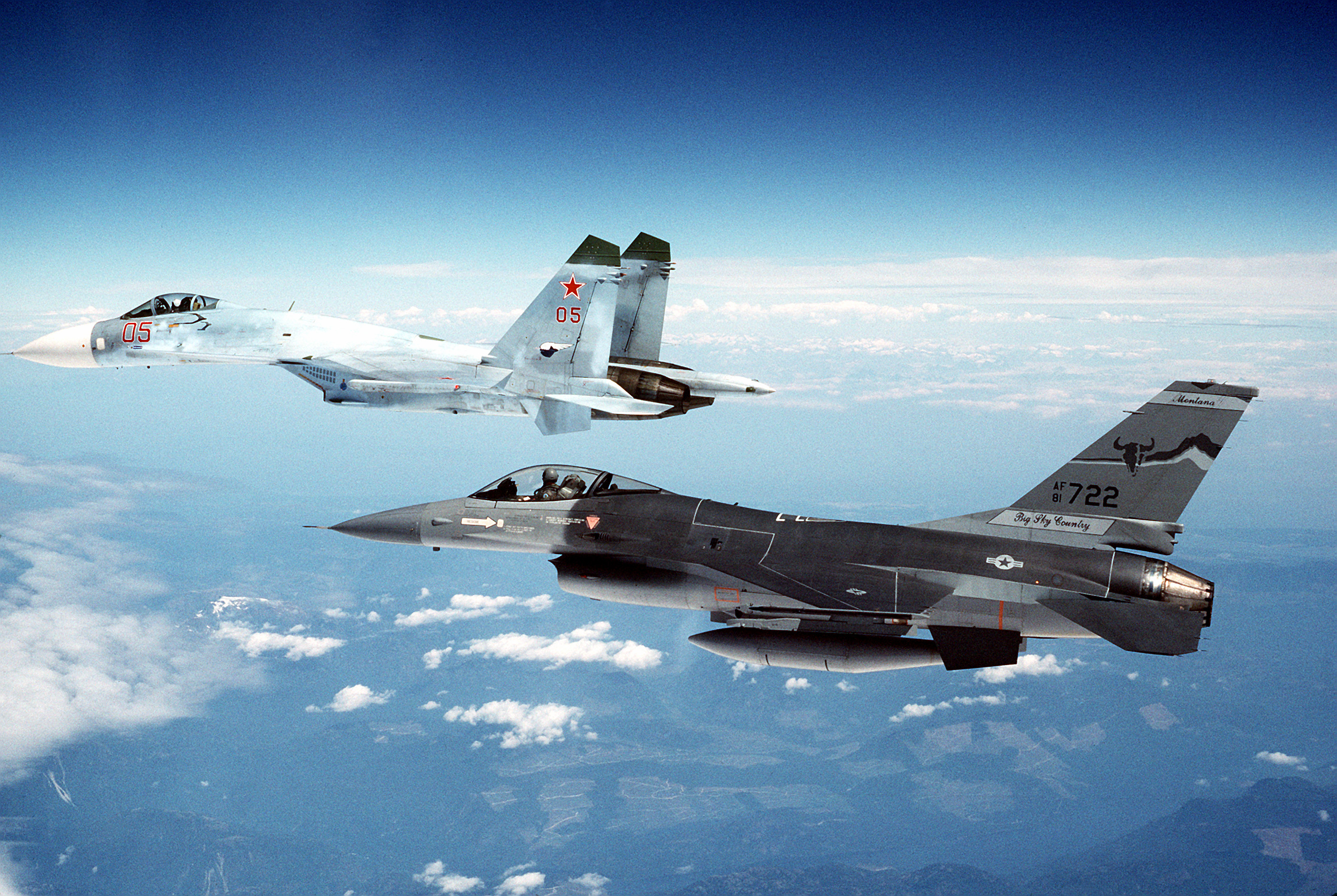
A montanai Légi Nemzeti Gárda F–16A-ja Szu–27SZ-t kísér egy légibemutató után. Érdekesség, hogy a gép orra már a késői gépeken alkalmazott fehér színt kapta, de a függőleges vezérsíkok teteje még zöld.

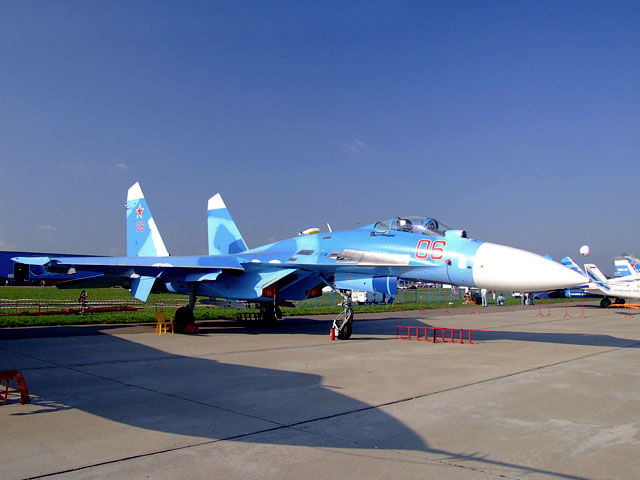
Szu–27 a MAKSZ 2007 fegyverkiállításon.

T–10 (Flanker–A)
Prototípus.
T–10SZ
A végleges aerodinamikai kialakításnak megfelelő prototípusok.
Szu–27
Kis mennyiségben gyártott elősorozat-gép, lényegében megegyezik a későbbi Szu27SZ-szel
Szu–27SZ (Flanker–B)
Sorozatgyártású változat.
Szu–27UB (Flanker–C)
Kétüléses változat
Szu–27SZK
Együléses exportváltozat
Szu–27UBK
Kétüléses exportváltozat
Szu–27K  (Flanker–D, Szu–33)
Tengerészeti változat az Admiral Kuznyecov repülőgép-hordozó fedélzetére

### A Szovjetunió szétesése után kifejlesztett változatok
Szu–27P
Együléses demonstrátor, légi utántöltő-berendezéssel, továbbfejlesztett avionikával.
Szu–27PU (Szu–30)
A Szu–27P kétüléses változata, kis számban gyártották.
Szu–27SZMK
Együléses kísérleti változat.
Szu–30M, Szu–30MK
Kétüléses gép, kis számban építették.
Szu–30MKA
A Szu–30MK alapján Algériának épített gép.
Szu–30MKI (Flanker–H)
A Szu–30MK alapján Indiának épített gép, vektorálható fúvócsövekkel, kacsaszárnyakkal, külföldi eredetű avionikával.
Szu–30MKK (Flanker–G)
A Szu–30MK alapján Kínának épített gép.
Szu–30MKM
A Szu–30MK alapján Malajziának épített gép.
Szu–30MN (Flanker–B mod.2)
Együléses demonstrátor, továbbfejlesztett avionikával.
Szu–30KI (Flanker–B mod.2)
Együléses demonstrátor Indonézia számára a Szu–27SZMK-ból továbbfejlesztett avionikával, nem gyártották.
Szu–27M (Szu–35 Flanker–E, Szu–37 Flanker–E)
Az együléses Szu–27SZ korszerűbb avionikájú változata, fejlesztését már az 1980-as években elkezdték.
Szu–35UB
A Szu–35 oktatóváltozata.
Szu–27SZM
A meglévő Szu–27SZ repülőgépek korszerűsítésével létrehozott vadászbombázó az Orosz Légierő számára, jelenleg körülbelül egy ezrednyi átépített gép áll hadrendben.
Szu–27SZKM
A Szu–27SZK repülőgépek alapján továbbfejlesztett változat légi utántöltő berendezéssel és beépített aktív rádióelektronikai zavaróberendezéssel.
Szu–27UBM
A Szu–27SZK-nak megfelelő, a Szu–27UB-ből átépített kétüléses vadászbombázó repülőgép.
Szu–27IB (Szu–32, Szu–32FN)
Kétüléses csapásmérő változat áttervezett törzs-elsőrésszel, egymás mellett ülő pilótákkal, a Szu–34 prototípusa.
Szu–34 Fullback
Kétüléses csapásmérő változat az Orosz Légierő számára a Szu–24 leváltására, jelenleg a sorozatgyártás és a rendszeresítés elején jár.
Szu–27KUB, Szu–33KUB
Kétüléses haditengerészeti kiképző repülőgép, egymás mellett ülő pilótákkal, de a Szu–34-től eltérő (nem papucs alakú, hanem hengeres) orr-résszel.
Szu–35BM
A Szu–35 továbbfejlesztésével létrehozott együléses vadászbombázó.

## Összehasonlítása az F–15-össel
A Szu–27-es kifejlesztéséről szóló döntést az F–15 kifejlesztésének ismeretében hozták meg, a tervezés során, mely az amerikai gépet körülbelül egy évtizeddel követte. Elsődleges szempont volt az akkor már jól ismert amerikai típus paramétereinek felülmúlása. A két típus még nem találkozott éles helyzetben, de a világ több pontján ez elképzelhető. A Szu–27-es emiatt korszerűbb elvek szerint készült, tervezésénél alaposan kihasználták az időközben nagyot fejlődött aerodinamikát. Homlok-légellenállása és légellenállás-felhajtóerő aránya kedvezőbb. Ezen a téren viszonylagos előnyét az amerikai gép korszerűbb, digitális elektronikus vezérlésű hajtóműve ellensúlyozza, ennek bár fékpadi tolóereje alacsonyabb, a repülőgépbe beépítve már az amerikai gép van fölényben (az F–15 tolóerő-tömeg aránya teljes légiharc-fegyverzettel és 50% tüzelőanyaggal 1,23, a Szu–27-é csak 1,06). Az amerikai gépen emellett a törzsbe félig besüllyesztett AIM–7 vagy AIM–120 rakéták kevesebb légellenállást és rezonanciát okoznak. Avionikájuk kezdetben nagyjából hasonló volt, napjainkra azonban az amerikai típus tetemes fölénybe került, mert rádióelektronikai rendszereit több lépcsőben korszerűsítették, fedélzeti rendszerei naprakésznek tekinthetőek. Az orosz gépeken a 2000-es években kezdtek korszerűsítési programot, amit az évtized végére körülbelül egyszázadnyi mennyiségen végeztek el. A gépek többsége azonban az eredeti, 1970-es évek technikai színvonalán áll.

## Rendszeresítő országok

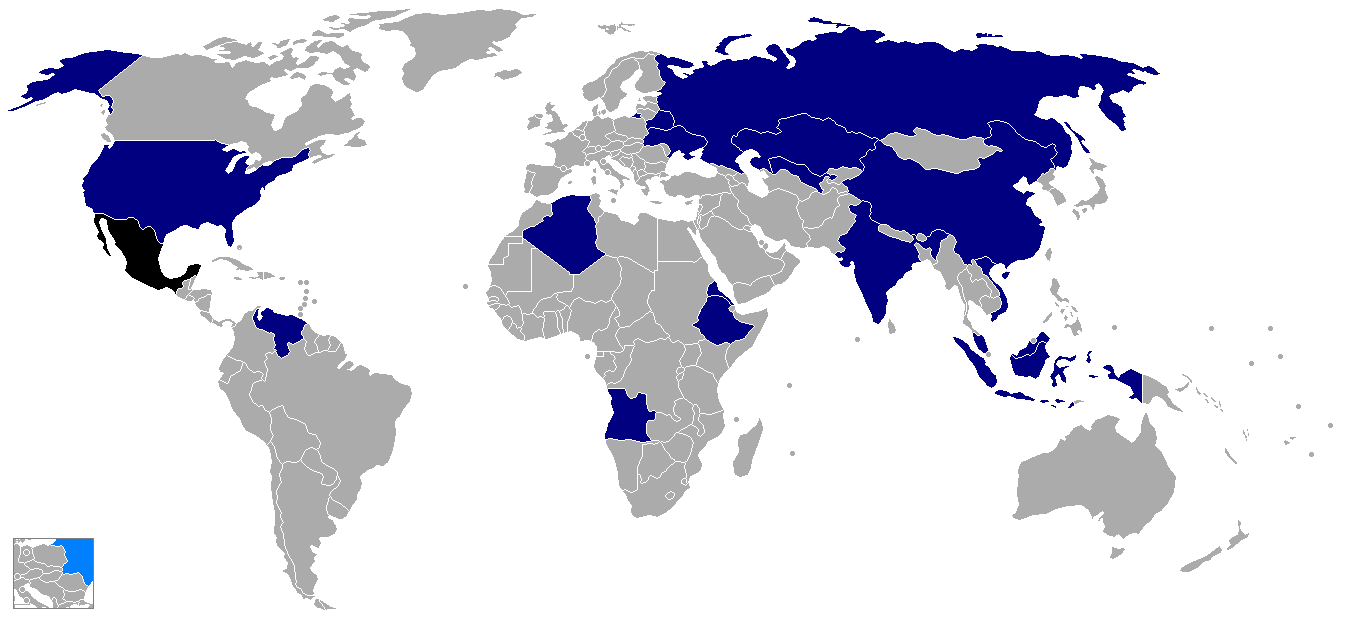
A Szu–27-es géptípust alkalmazó országok

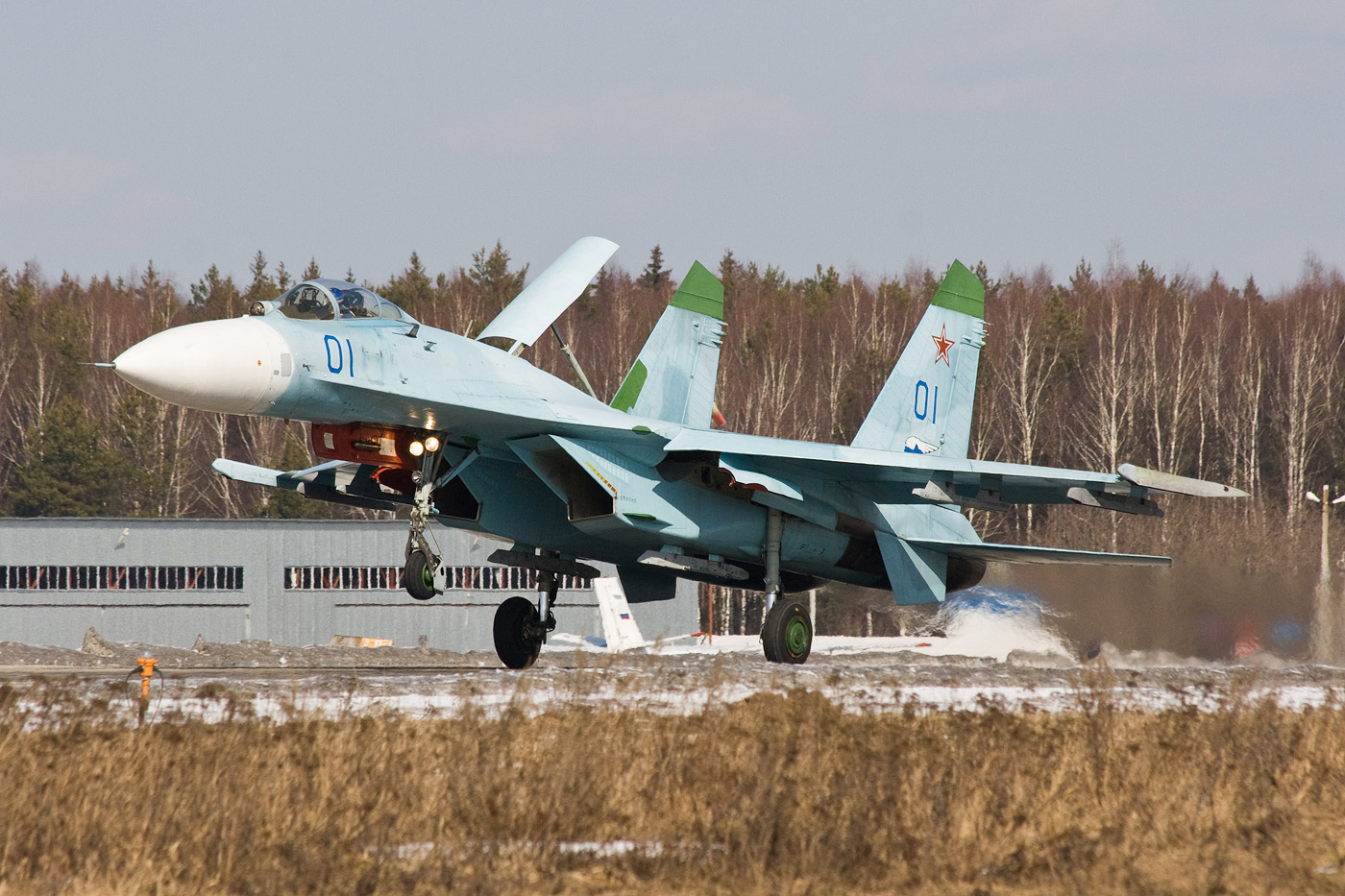
Szu–27SZ leszállás közben, nyitott törzsféklappal Kubinkán

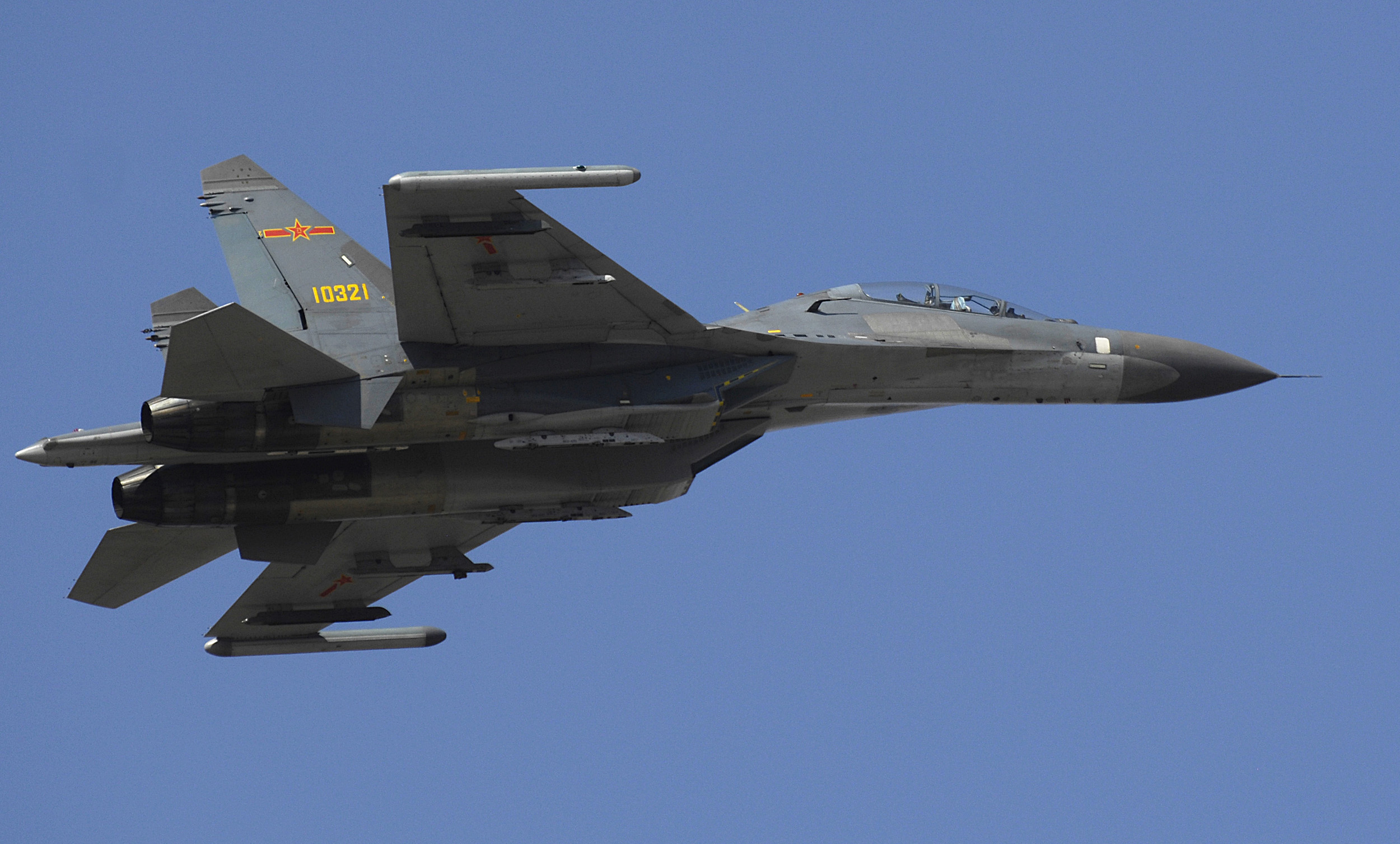
Kínai Szu–27-es, a törővégi rakétaindító sínek helyén rádióelektronikai zavarókonténerrel

Napjainkban a Szu–27-es géptípust, illetve annak modernizált változatait a világ számos haderejében üzemeltetik, ill. tervezik a hadrendbe állítását. A típusból napjainkig kb. 680 darabot építettek a Szovjetunióban, illetve Oroszországban.

### Orosz Légierő
A valamikori Szovjet Légierő utódjaként a gépek nagy részét üzemelteti, jelenleg 397 Szu–27-est és 52 Szu–33-ast tart hadrendben, ezek a következő repülőtereken települnek:
- Privolzsszk (209. IAP, 29 gép)
- Krimszkaja (3. IAP, 30 gép)[42]
- Kilp-Javr (9. IAP, 28 gép)[43]
- Lodejnoje Polje (177. IAP, 29 gép)[44]
- Beszovec (159. IAP, 32 gép)[45]
- Cenralnaja Uglovaja (22. IAP)
- Dzemgi (23. IAP)[46]
- Dorokovo (611. IAP, 30 gép)
- Kubinka (Russzkije Vityazi, 18 gép)[47]
- Szeveromorszk–1 (Szu–33)[48]
- Cskalovszk (689. IIAP, 28 gép)[49]
- Kucsevszkaja (797. UAP, 11 gép)[50]
- Lipeck (repülőkísérleti központ, 21 gép)
- Szavosztejka (39 gép)
- Kant (Kirgizisztán, 5 gép)

2009 nyarán jelentették be, hogy a légierő korszerűsítésére 48 Szu–35-öst rendel Oroszország. A gépeket 2015-ig tervezik leszállítani.

### Fehérorosz Légi- és Légvédelmi Erő
25 körüli mennyiségű gép áll rendszerben, ezeket nemrégiben korszerűsítették. Egy kétüléses repülőgép 2009 augusztusában lezuhant a lengyelországi Radomban megtartott repülőnapon.

### Kazah Légierő
Jelenleg 30, a szovjet időkből örökölt Szu–27-essel rendelkezik, további 12 gépet tervez vásárolni.

### Ukrán Légierő

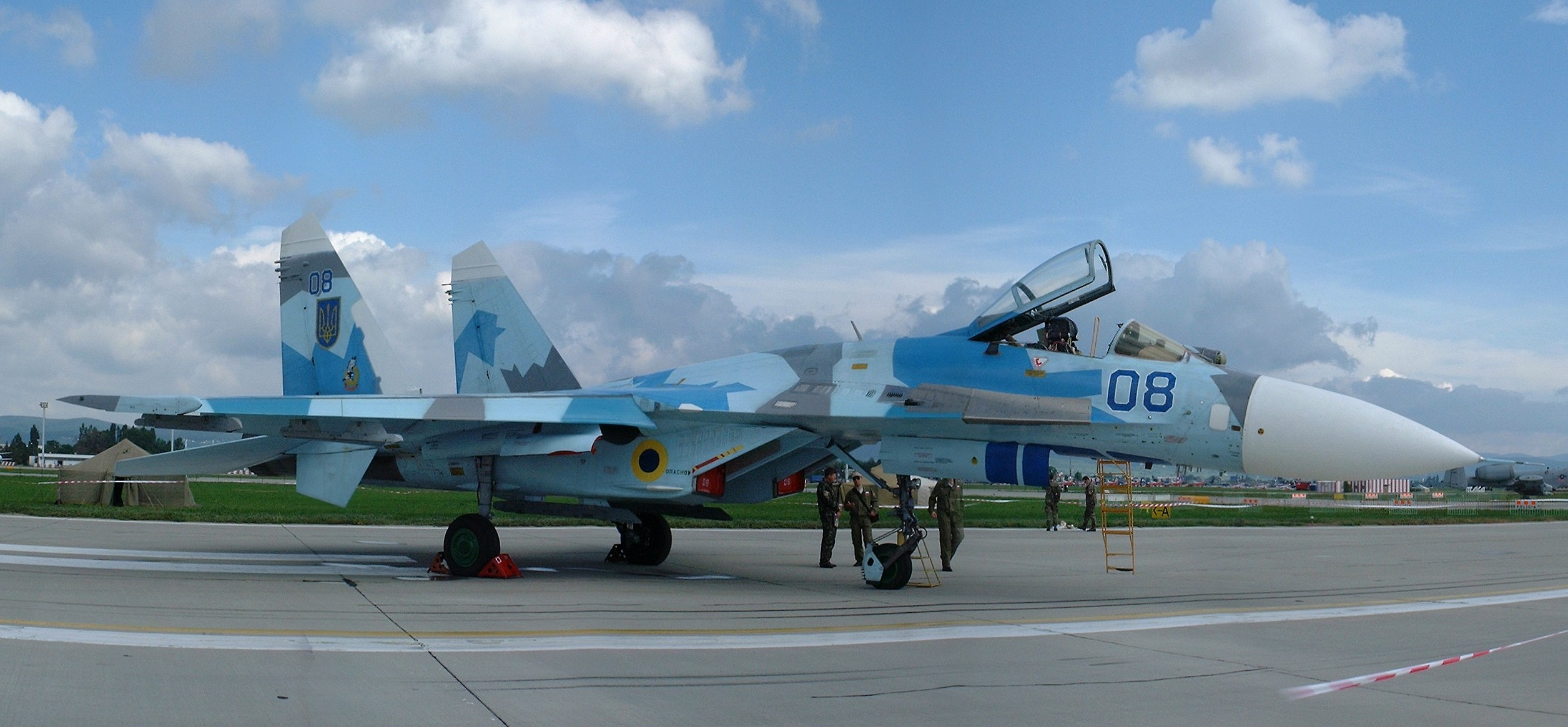
Ukrán Szu–27SZ a pozsonyi SIAD 2004 repülőnapon

65, szintén szovjet gyártású repülőgépet tart hadrendben, ezek közül két Szu–27UB-t 2009-ben a TacAir amerikai magáncégnek adott el, utóbbi 2009-ben árulni kezdte a gépeket mintegy 5 millió dollárért.

### Üzbegisztáni Légierő
25 Szu–27SZ-t ls 6 Szu–27UB-t örökölt a szovjet időkből, ezek eredetileg a 62. BAP (vadászbombázó-ezred) állományába tartoztak Andijon repülőterén, jelenleg a gépek Karshi-Khanabad repülőterén települnek, egy részük Fergana repülőterén van tárolva.

### Algériai Légierő
Algéria 28 Szu30–MKA-t rendelt, ezeket 2009-ig tervezik leszállítani. A gépekkel együtt rendelt MiG–29SZMT és MiG–29UB-ket Algéria visszaküldte a gyártónak arra hivatkozva, hogy a gépek nem új gyártásúak, ezek helyett is, megfelelő értékben, Szu–30MKA-kat vásároltak, 16 darabot.

### Angolai Légierő
A polgárháborútól sújtott ország 2000-ben vásárolt 8 együléses Szu–27SZ-t és két kétüléses Szu–27USZ-t, melyeket ukrán zsoldos-pilóták repültek, ezek közül az első még ez év november 19-én lezuhant, az UNITA állítása szerint ők lőtték le Sztrela–3 rakétával.

### Eritreai Légierő
Eritrea az Etiópiával vívott háború után, 2003-ban vásárolt néhány Szu–27SZK-t, Ezek jelenleg is Aszmara nemzetközi repülőterén állomásoznak.

### Etióp Légierő
Etiópia 1998-ban rendelt hat együléses Szu–27SZ-t és két kétüléses Szu–27USz vadászrepülőgépet, használtan, ezeket intenzíven használták az Eritreával vívott háborúban.

### Indiai Légierő
India 40 Szu30–MKI-t rendelt 1996 novemberében (Ebből nyolc, kizárólag légvédelemre alkalmas Szu–30K), emellett a Hindustan Aeronautics további 140 gép helybeni legyártására kötött licencszerződést, ezeket 2020-ig tervezik legyártani. A szerződés teljesítése során súlyos határidő-csúszások merültek fel.

### Indonéz Légierő
Indonézia ellen, emberi jogi politikája miatt fegyverszállítási embargó lépett életbe, nyugati eredetű repülőgépeikhez ezért nem kaptak pótalkatrészt, így Oroszországtól vásároltak először két Szu–27SZK és két Szu–30 repülőgépet, amit 2006-ban három Szu–27SZKM-mel és három Szu–30MK2-vel egészítettek ki egy egész századdá.

### Kínai Légierő
Kína egy 1998-as szerződés alapján Oroszországtól 76 Szu–27-est vásárolt, további 200 gép építésére kapott engedélyt orosz licenc alapján. 2004-ig 90–100 gép épült meg Kínában J–11 típusmegjelöléssel. 2006-ban emellé 100 darab Szu–30MKK és 48 Szu–33 repülőgépet is rendeltek.

### Líbiai Légierő
A LAVEX 2009 fegyverkiállításon jelentették be 12-15 Szu–35 és 4 Szu–30 vásárlását, más repülőgépekkel együtt, mintegy 1 milliárd USD értékben.

### Maláj Királyi Légierő
18 Szu–30MKM repülőgépet rendelt összesen 900 millió amerikai dollár-ért, ezek az indiai Szu–30MKI-kra hasonlítanak, de az azokban alkalmazott elektronika izraeli komponenseit az ország erősen Izrael-ellenes beállítottsága miatt orosz és francia eredetű berendezésekkel váltották ki.

### Mongol Légierő
5 Szu–27UB

### Ugandai repülőezred
Uganda légiereje 2010 márciusában rendelt hat Szu–30MK2 repülőgépet, mintegy 200 millió dollárért.

### Venezuelai Légierő
Az ország légiereje Hugo Chávez radikális baloldali politikája miatt az addig üzemeltetett amerikai típusokhoz – a pótalkatrészek hiánya miatt, melyeket az amerikai fegyverembargó okozott – egyre kevesebb tartalék alkatrészt tudott szerezni, ezért más országokhoz, elsősorban Oroszországhoz fordult fegyverekért, ennek keretében 1,5 milliárd dollárért 24 Szu–30MK2 vadászbombázót vásároltak, 2005–2008 közötti szállítással, Szu–30MKV néven. Az első gépeket nagyon röviddel a megrendelés után megkapták, ezek valószínűleg eredetileg Kínának legyártott, de visszaszállított repülőgépek voltak, 2008 májusában a flotta már 22 gépből állt.

### Vietnámi Légierő
36 Szu–27SZK és 12 Szu–30 áll hadrendben, 2009 tavaszán további 12 Szu30–MK2 gép rendelését jelentették be, gépenként 42 millió dollárért.

### Mexikói Légierő
Az ország Szu–30-asok rendszeresítését tervezte, de később erről lemondott.

### Szír Légierő
Szíriának, mint a szovjet fegyverek hűséges vásárlójának, többször felajánlották a Szu–27-est, legalább két alkalommal a gépek fel is tűntek – szír felségjelzéssel – az országban, de az ország anyagi helyzete (az 1980-as években vásárolt repülőgépek teljes vételárát sem fizették ki) nem tette lehetővé a nagy értékű és sikeres gépek megvásárlását, ehelyett inkább 22 használt MiG–29-est vásároltak.

### Iráni Légierő
2007 közepén röppent fel a hír, hogy sikeres befejezésükhöz közelednek az orosz fegyverexport-céggel, a Roszobronekszporttal folytatott tárgyalások, Irán 250 darab Szu–30MK és 20 Il–78 légi utántöltő repülőgép vásárlásáról. Utóbb ezt nem erősítették meg, valószínű, hogy az Egyesült Államokkal zajló szóbeli háború egyik hadműveletéről volt szó. Az exportra szánt gépek avionikájában gyakran vannak izraeli eredetű elektronikai berendezések, amelyeket Irán nem kaphatna meg, ezek kiváltása a maláj gépek esetében is megoldandó feladat volt.

## Harci alkalmazása

### Etióp–eritreai háború (1998–2000)
Eritrea 1991-ben, 30 éves háború végén vált függetlenné Etiópiától. A két ország közötti folyamatos feszültség azonban újabb háborúra történő felkészüléshez vezetett, mely 1998-ban tört ki Badme város hovatartozása körül. A konfliktus kirobbanásakor mindkét ország légiereje viszonylag fejletlen volt, a háború kitörése, majd az ideiglenes tűzszünet 1998 augusztusi tető alá hozása után rohamléptekkel kezdték meg a lemaradás ledolgozását, mindkét oldal volt szovjet tagköztársaságoktól vásárolt vadászrepülőgépeket. Eritrea Oroszországtól hat MiG–29-est (még 1998-ban, csak a gépekért 150 millió dollárt fizettek), Grúziától nyolc Szu–25-öst (1999-ben), Etiópia pedig Oroszországtól rendelt – többek között – hat Szu–27SZ és két Szu–27USZ vadászbombázót, melyek közül az első gépek 1998. december 15-én érkeztek meg orosz teherszállító repülőgépeken. Jellemző a gépek rendszerbe állításának erőltetett menetére, hogy még decemberben egy éjszakai repülésen lezuhant az egyik Szu–27Sz, az etióp pilóta halálát okozva, majd január 6-án egy kétüléses gép veszett oda, egyes források szerint az összeszerelés utáni berepülés, más források szerint műrepülés közben. Az orosz pilóta, Vjacseszlav Mizin sikeresen katapultált, az odaveszett gépet az oroszok pótolták. Oroszországba pilótákat küldtek kiképzésre, de még hazaérkezésük előtt rendszerbe állították a gépeket az 5. vadászbombázó századnál, Debre Zelt repülőterén, orosz zsoldospilótákkal.
Az új fegyverek élesben történő kipróbálására nem kellett sokáig várni, 1999 februárjában ugyanis kiújultak a harcok, az Etióp Légierő számos közvetlen támogató bevetést repült, az Eritreai Légierő erősségének számító MiG–29-esek pedig kénytelenek voltak a közelben járőröző Szu–27-esekkel felvenni a harcot. 1999. február 25-én került sor az első légiharcra, ekkor négy MiG–29-es támadott meg egy etióp géppárt, mely a túlerő miatt menekülni kezdett, miközben az eritreaiak számos R–27-es rakétát indítottak, melyeket sikerült a Szu–27-eseknek manőverezéssel lerázni, majd a szorult helyzet miatt ellentámadásba lendültek. Ekkor a Szu–27-esek indítottak számos R–27-est, szintén eredmény nélkül, az ezt követő manőverező légiharcban viszont Workneh őrnagynak sikerült R–73 rakétával lelőnie az ellenséges  kötelék vezérgépét, melyet Habte Zion Hadgu dandártábornok, az Eritreai Légierő parancsnoka vezetett.
Egy napon belül újabb légi győzelmet arattak az etiópok, ezúttal Aster Tolossa egyedül kísért MiG–21-eseket, mikor egy – valószínűleg fegyvertelen – MiG–29UB-t talált, amelyet rádión keresztül megpróbált leszállásra kényszeríteni Debre Zelten (eközben kiderült, hogy a gép pilótája az ő korábbi oktatója), majd valószínűleg két R–73-as légiharc-rakétával és gépágyútűzzel lelőtte, így Tolossa lett az első, légi győzelmet elért pilótanő a sugárhajtású repülés történetében. (Más források szerint a légiharc másképpen zajlott, egyébként ekkor nem is volt pilótanő az Etióp Légierőben). Március végén újabb két MiG–29-est lőttek le Szu–27-esek, bár ezt szintén vitatják. 1999 második felében az etióp támadások elcsendesültek, eközben (augusztus 29-én) egy Szu–27-es tévedésből lelőtte a dél-afrikai Execujet cég Learjet 35-ös business-jetjét, mely Nápolyból repült volna Dzsibuti érintésével Johannesburgba. A gép lezuhant, két pilótája meghalt.
A 2000 májusában kiújult harcokban először május 16-án rongáltak meg egy földi célokat támadó MiG–29-est, melynek sikerült leszállnia Asmarán, majd két nap múlva egy újabb gépet sikerült egy etióp Szu–27 géppárnak elfognia, igaz, későn, akkor már legalább két MiG–21-est sikerült lelőnie R–73 rakétával. Az ezután következő légiharcban az egyik Szu–27 egy nagy testű madárral ütközött, és kényszerleszállást kellett végrehajtania, a másik viszont lelőtte a MiG–29-est.
Az etióp Szu–27-esek 4+1 igazolt és három valószínű légi győzelmükkel nagy népszerűséget vívtak ki hazájukban, jellemző, hogy Mekkelében „Szu” nevű bár is van, de a háború után, az orosz zsoldosok és tanácsadók távoztával a gépek hadrafoghatósága hanyatlásnak indult, a bevethető gépek száma általában négynél nem több, emellett újabb politikai tisztogatások miatt az etióp személyi állomány nagy része emigrált. Eritrea pótolta készleteit, újabb MiG–29-esek mellett Szu–27-eseket is vásároltak 2003-ban, ezek a MiG–29-esekkel együtt Aszmarán állomásoznak.

### Monográfiák, folyóirat-cikkek
- Kővári László: Eagle kontra Flanker. In Aranysas. I. rész 2002/8 augusztus, 20-23. o., II. rész 2002/9 szeptember, 20-23. o., III. rész 2002/10 október, 22-25. o.
- Modern Combat Aircraft: Reference guide pp. 50–51 Minszk, "Elida", 1997, ISBN 985-6163-10-2. (oroszul)

### Angolul
- Su-27 FLANKER (SUKHOI). (Hozzáférés: 2008. május 23.)
- The Sukhoi Su-27 – Az Air Vectors típusismertetője
- Su-27 Flanker Family[halott link] – Az ACIG.org Archiválva 1999. április 29-i dátummal a Wayback Machine-ben Szu–27 topikja
- Sukhoi Su-27/Su-30/Su-33/Su-35/Su-37 Flanker Archiválva 2007. augusztus 24-i dátummal a Wayback Machine-ben – Festésminták a WINGS PALETTE Archiválva 2007. augusztus 30-i dátummal a Wayback Machine-ben oldalán
- Su-27: The History – Virtual Aircraft Museum
- Su-27 FLANKER – A Globalsecurity.org-on
- Su-27: Russia's Top Fighter of the Cold War? – Az ACIG.org Archiválva 1999. április 29-i dátummal a Wayback Machine-ben cikke, Iain Norman
- Sukhoi Su-27 'Flanker'  – a Milavia cikke
- Kronológia a Milavia-n.
- Üzemeltetők listája a Milavia-n.

### Oroszul
- A repülőgépet gyártó "Szuhoj" Vállalat honlapja Archiválva 2020. szeptember 17-i dátummal a Wayback Machine-ben
- Az Ugolok nyeba cikke a típusról.
- "Маневренные характеристики Су-27"